# Lijst van gemeentelijke monumenten in Groningen (stad) binnen de Diepenring

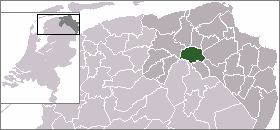
Groningen

Deze lijst bevat een overzicht van de gemeentelijke monumenten in de binnenstad van Groningen (het deel van de stad dat binnen de Diepenring ligt). Zie voor gemeentelijke monumenten buiten de Diepenring de pagina Lijst van gemeentelijke monumenten in Groningen (stad) buiten de Diepenring. Wanneer het monument een bouwwerk betreft en de bouwgeschiedenis daarvan omvangrijk of complex is, zijn niet alle verbouwingen genoemd. Ook verbouwingen van ondergeschikte betekenis zijn niet in dit overzicht opgenomen.
Meer afbeeldingen van gemeentelijke monumenten zijn te vinden in de categorie Gemeentelijke monumenten in Groningen (city) op Wikimedia Commons.
| Object                                                                                                   | Bouwjaar | Architect                                                                                       | Locatie                                                             | Coördinaten                   | Nr.         | Afbeelding |
| --- | --- | ----------------------------------------------------------------------------------------------- | ------------------------------------------------------------------- | ----------------------------- | ----------- | --- |
| Huis de Beurs                                                                                            | 1800-1850 (kern mog. ouder) 1850-1875 (verb.) 1904 (uitbr.) 1927 (uitbr.)                                                                              | K.H. Holthuis (1904)                                                                            | Akerkhof 4-4/1                                                      | 53° 12' 60" NB, 6° 33' 50" OL | 0014/101742 | Beurs Huis de Beurs |
| Vm. magazijn en kantoorruimte J.P. Wijers (Fotogalerie, kantoorruimte en ateliers)                       | 1914 (verb.) 1935 (verb.) | Y. van der Veen (1914) A.Th. van Elmpt (1935)                                                   | Akerkhof 12                                                         | 53° 12' 59" NB, 6° 33' 48" OL | 0014/101747 | Magazijn Vm. magazijn en kantoorruimte J.P. Wijers(Fotogalerie, kantoorruimte en ateliers)                                                    |
| Woonwinkelpand met werkplaats (Fotogalerie, kantoorruimte en ateliers)                                   | mog. 17e eeuw (kern) 1875-1900 (verb.) |                                                                                                 | Akerkhof 14                                                         | 53° 12' 59" NB, 6° 33' 47" OL | 0014/101748 | Woonwinkelpand met werkplaats(Fotogalerie, kantoorruimte en ateliers)                                                                         |
| Woonwinkelpand                                                                                           | mog. 16e of 17e eeuw (kelder) 1850-1900 (verb.) 1895 (verb.) 1921 (verb.) 1924 (verb. tot winkel)                                                      |                                                                                                 | Akerkhof 16                                                         | 53° 12' 59" NB, 6° 33' 47" OL | 0014/101749 | Woonwinkelpand |
| Vm. woon- en handelshuis (Winkelpand)                                                                    | waarsch. 15e eeuw (voorhuis) midden 16e eeuw (achterhuis) 19e eeuw (gevel/pui) 1939 (verb.)                                                            | H.A.J. Baanders en J. Baanders (1939)                                                           | Akerkhof 37-37a                                                     | 53° 13' 1" NB, 6° 33' 43" OL  | 0014/101735 | Woonhuis Vm. woon- en handelshuis(Winkelpand)                                                                                                 |
| Vm. Universiteitslaboratorium (Hygiënisch Laboratorium) (Onderdeel universiteit)                         | 1882 | J. van Lokhorst                                                                                 | Broerstraat 9                                                       | 53° 13' 9" NB, 6° 33' 45" OL  | 0014/101821 | Universiteitslaboratorium Vm. Universiteitslaboratorium (Hygiënisch Laboratorium)(Onderdeel universiteit)                                     |
| Vm. woonhuis (oorspr. met nr. 5) (Bedrijfspand met woonruimte)                                           | waarsch. kort na 1545 verm. 17e eeuw (splitsing) 1860-1879 (verb./pui)                                                                                 |                                                                                                 | Brugstraat 3                                                        | 53° 13' 0" NB, 6° 33' 40" OL  | 0014/103817 | Woonhuis Vm. woonhuis (oorspr. met nr. 5)(Bedrijfspand met woonruimte)                                                                        |
| Vm. woonhuis (oorspr. met nr. 3) (Winkelpand met magazijn)                                               | waarsch. kort na 1545 verm. 17e eeuw (splitsing) 19e eeuw (gevel) 1960 (verb./pui)                                                                     | C. Meyer (1960)                                                                                 | Brugstraat 5                                                        | 53° 13' 0" NB, 6° 33' 40" OL  | 0014/101823 | Woonhuis Vm. woonhuis (oorspr. met nr. 3)(Winkelpand met magazijn)                                                                            |
| Vm. woonhuis met lijstgevel en mezzanino (Bedrijfspand met woonruimte)                                   | waarsch. begin 17e eeuw, mog. ouder 1850-1900 (gevel)                                                                                                  |                                                                                                 | Brugstraat 12                                                       | 53° 12' 59" NB, 6° 33' 39" OL | 0014/101833 | Woonhuis met lijstgevel en mezzanino Vm. woonhuis met lijstgevel en mezzanino(Bedrijfspand met woonruimte)                                    |
| Vm. woonhuis met lijstgevel en mezzanino (Winkelpand met woonruimte)                                     | 15e eeuw, mog. ouder 18e/19e eeuw (gevel) |                                                                                                 | Brugstraat 13                                                       | 53° 13' 0" NB, 6° 33' 38" OL  | 0014/101825 | Woonhuis met lijstgevel en mezzanino Vm. woonhuis met lijstgevel en mezzanino(Winkelpand met woonruimte)                                      |
| Vm. woonhuis met lijstgevel en mezzanino (Winkelpand met woonruimte)                                     | verm. begin 14e eeuw (voorhuis) 17e/18e eeuw (achterhuis 1) 1850-1900 (achterhuis 2) 1916 (verb. tot winkel)                                           |                                                                                                 | Brugstraat 16-16c                                                   | 53° 12' 59" NB, 6° 33' 38" OL | 0014/101834 | Woonhuis met lijstgevel en mezzanino Vm. woonhuis met lijstgevel en mezzanino(Winkelpand met woonruimte)                                      |
| Vm. woonhuis met lijstgevel (Dubbel winkelpand met woonruimte)                                           | begin 14e eeuw (kern voorhuis) ca. 1600 (achterhuis) ca. 1800 (gevel) ca. 1870 (verb.)                                                                 |                                                                                                 | Brugstraat 18-20b                                                   | 53° 12' 59" NB, 6° 33' 37" OL | 0014/101835 | Woonhuis met lijstgevel Vm. woonhuis met lijstgevel(Dubbel winkelpand met woonruimte)                                                         |
| Vm. woonhuis met lijstgevel en mezzanino (Winkelpand met woonruimte)                                     | begin 14e eeuw (kern voorhuis) 16e eeuw (uitbr.) begin 18e eeuw (gevel) 1937 (verb.)                                                                   |                                                                                                 | Brugstraat 22-22c                                                   | 53° 12' 59" NB, 6° 33' 37" OL | 0014/101837 | Woonhuis met lijstgevel en mezzanino Vm. woonhuis met lijstgevel en mezzanino(Winkelpand met woonruimte)                                      |
| Abrug | 1931 |                                                                                                 | Brugstraat Astraat                                                  | 53° 12' 60" NB, 6° 33' 34" OL | 0014/103752 | Meer afbeeldingen |
| Vrijstaand huis met twee bouwlagen en kapverdieping                                                      | 18e eeuw (uitbr.) |                                                                                                 | Burchtstraat 6                                                      | 53° 12' 58" NB, 6° 34' 12" OL | 0014/101855 | Vrijstaand huis met twee bouwlagen en kapverdieping                                                                                           |
| Pand met souterrain, twee bouwlagen en een afgeplat schilddak                                            | verm. 16e eeuw (souterrain, begane grond) 1800-1850 (bovenverdieping, gevel) midden 20e eeuw (schilddak, dakkapel)                                     |                                                                                                 | Burchtstraat 7                                                      | 53° 12' 57" NB, 6° 34' 12" OL | 0014/101849 | Meer afbeeldingen |
| Pand met twee bouwlagen en dwars zadeldak                                                                | 1850-1900 (gevel, casco is verm. ouder) eind 20e eeuw (restauratie)                                                                                    |                                                                                                 | Burchtstraat 9                                                      | 53° 12' 57" NB, 6° 34' 12" OL | 0014/101850 | Meer afbeeldingen |
| Vm. woonhuis met lijstgevel en mezzanino (Winkelpand met woonruimte)                                     | mog. 15e/16e eeuw 17e eeuw (uitbr.) 1850-1900 (verb./gevel) 1933 (verb./pui)                                                                           |                                                                                                 | Carolieweg 18                                                       | 53° 12' 59" NB, 6° 34' 10" OL | 0014/103901 | Woonhuis met lijstgevel en mezzanino Vm. woonhuis met lijstgevel en mezzanino(Winkelpand met woonruimte)                                      |
| Bedrijfspand met bovenwoning in Overgangsstijl                                                           | 1907 1930-1939 (verb.) |                                                                                                 | Carolieweg 31-31a                                                   | 53° 12' 59" NB, 6° 34' 13" OL | 0014/101867 | Bedrijfspand met bovenwoning in Overgangsstijl                                                                                                |
| Remonstrantse kerk met kosterswoning                                                                     | 1882-'83 1906 (woning) | H. Raammaker (1882-'83) G. Nijhuis (1906)                                                       | Coehoornsingel 14-14/1                                              | 53° 12' 49" NB, 6° 34' 4" OL  | 0014/101874 | Meer afbeeldingen |
| De Toekomst                                                                                              | 1887-'88 |                                                                                                 | Coehoornsingel 26-26d                                               | 53° 12' 49" NB, 6° 33' 59" OL | 0014/108385 | Toekomst De Toekomst |
| Vrijstaand eenlaags woonhuis                                                                             | |                                                                                                 | Coehoornsingel 46                                                   | 53° 12' 48" NB, 6° 33' 51" OL | 0014/101880 | Vrijstaand eenlaags woonhuis |
| Vm. woonhuis met lijstgevel en mezzanino (Winkelpand met woonruimte)                                     | late 17e of vroege 18e eeuw 19e eeuw (verb.) 1925 en 1930 (verb.)                                                                                      | H. Medendorp (1925, 1930)                                                                       | Damsterdiep 6                                                       | 53° 13' 2" NB, 6° 34' 29" OL  | 0014/101897 | Woonhuis met lijstgevel en mezzanino Vm. woonhuis met lijstgevel en mezzanino(Winkelpand met woonruimte)                                      |
| Vm. bedrijfpand met woonruimte (Woonhuis)                                                                | 17e eeuw (oorspr.) na ca. 1925 (verb.) 2006 (renov.)                                                                                                   |                                                                                                 | Donkersgang 3-3b                                                    | 53° 13' 1" NB, 6° 34' 9" OL   | 0014/103896 | Bedrijfspand Vm. bedrijfpand met woonruimte(Woonhuis)                                                                                         |
| Pakhuis met zadeldak                                                                                     | vroege 18e eeuw |                                                                                                 | Donkersgang 5                                                       | 53° 13' 1" NB, 6° 34' 9" OL   | 0014/106303 | Pakhuis met zadeldak |
| Emmabrug                                                                                                 | 1955 | J.H.M. Wilhelm Willem Reijers (beeld)                                                           | Emmaplein Emmaviaduct                                               | 53° 12' 45" NB, 6° 33' 43" OL | 0014/104525 | Emmabrug Emmabrug |
| Vm. bedrijfspand in Jugendstilvormen                                                                     | 1905 | G. Nijhuis                                                                                      | Eerste Drift Ged. Zuiderdiep 3                                      | 53° 12' 54" NB, 6° 34' 10" OL | 0014/101931 | Bedrijfspand Vm. bedrijfspand in Jugendstilvormen                                                                                             |
| Vm. bedrijfspand in Jugendstilvormen                                                                     | 1905 | G. Nijhuis                                                                                      | Eerste Drift Ged. Zuiderdiep 5-5a                                   | 53° 12' 53" NB, 6° 34' 10" OL | 0014/101932 | Bedrijfspand Vm. bedrijfspand in Jugendstilvormen                                                                                             |
| Vm. woonhuis in eclectische stijl (Bedrijfspand met woonruimte)                                          | ca. 1880 (kern mog. ouder) 1906 (verb.) 1917 (verb.) 1922 (verb./pui)                                                                                  | T. Holthuis (1917) Y. van der Veen (1922)                                                       | Folkingestraat 5-5b                                                 | 53° 12' 59" NB, 6° 33' 51" OL | 0014/101935 | Meer afbeeldingen |
| Vm. arbeidsbeurs met bovenwoningen (Bedrijfspand met woonruimte)                                         | ca. 1865 1916 (pui) |                                                                                                 | Folkingestraat 15-15f                                               | 53° 12' 58" NB, 6° 33' 51" OL | 0014/101939 | Arbeidsbeurs Vm. arbeidsbeurs met bovenwoningen(Bedrijfspand met woonruimte)                                                                  |
| Vm. woonhuis met topgevel (Winkelpand met woonruimte)                                                    | mog. 17e eeuw (voorhuis) mog. 17e/eind 18e eeuw (achterhuis) 1893-'94 (verb.) 1904 (pui)                                                               | K.R. Bolthuis (1904)                                                                            | Folkingestraat 19-19a                                               | 53° 12' 58" NB, 6° 33' 52" OL | 0014/101941 | Woonhuis met topgevel Vm. woonhuis met topgevel(Winkelpand met woonruimte)                                                                    |
| Vm. woonhuis met lijstgevel (Winkelpand met woonruimte)                                                  | 16e eeuw (kern voorhuis) 1875-1900 (verb.) 1927 (verb.)                                                                                                | A.J. Feberwee (1927)                                                                            | Folkingestraat 23-23a                                               | 53° 12' 57" NB, 6° 33' 52" OL | 0014/101942 | Woonhuis met lijstgevel Vm. woonhuis met lijstgevel(Winkelpand met woonruimte)                                                                |
| Bedrijfspand met bovenwoning in expressionistische stijl                                                 | 1931 | H. Rots                                                                                         | Folkingestraat 34                                                   | 53° 12' 56" NB, 6° 33' 54" OL | 0014/101957 | Bedrijfspand met bovenwoning in expressionistische stijl                                                                                      |
| Winkelpand met bovenwoning in ambachtelijk-traditionele stijl                                            | 1874 |                                                                                                 | Folkingestraat 59-61 Nieuwstad 25                                   | 53° 12' 54" NB, 6° 33' 54" OL | 0014/101949 | Winkelpand met bovenwoning in ambachtelijk-traditionele stijl                                                                                 |
| Vm. pakhuis (Russisch-orthodoxe kerk)                                                                    | 1896 1974-1975 (verb. tot kerk) |                                                                                                 | Ganzevoortsingel 2-2a                                               | 53° 12' 50" NB, 6° 33' 42" OL | 0014/101974 | Pakhuis Vm. pakhuis(Russisch-orthodoxe kerk)                                                                                                  |
| Woonhuis in traditioneel-ambachtelijke stijl met neorenaissance-elementen                                | ca. 1900 |                                                                                                 | Ganzevoortsingel 53-53a                                             | 53° 12' 53" NB, 6° 33' 38" OL | 0014/101970 | Woonhuis in traditioneel-ambachtelijke stijl met neorenaissance-elementen                                                                     |
| Woonhuis in traditioneel-ambachtelijke stijl met neorenaissance-elementen                                | ca. 1900 |                                                                                                 | Ganzevoortsingel 55-55a                                             | 53° 12' 53" NB, 6° 33' 38" OL | 0014/108689 | Woonhuis in traditioneel-ambachtelijke stijl met neorenaissance-elementen                                                                     |
| Woonhuis in art-nouveaustijl                                                                             | 1903 | L.H.S. Breukel                                                                                  | Ganzevoortsingel 57-57a                                             | 53° 12' 54" NB, 6° 33' 37" OL | 0014/101972 | Woonhuis in art-nouveaustijl |
| Woonhuis in ambachtelijk-traditionele stijl                                                              | 1905 |                                                                                                 | Ganzevoortsingel 61-61f                                             | 53° 12' 54" NB, 6° 33' 37" OL | 0014/101973 | Woonhuis in ambachtelijk-traditionele stijl                                                                                                   |
| Vm. graanpakhuis                                                                                         | 1876 ca. 1900 (verb.) |                                                                                                 | Gedempte Kattendiep 11-11b                                          | 53° 12' 60" NB, 6° 34' 20" OL | 0014/102001 | Graanpakhuis Vm. graanpakhuis |
| Woonhuis in ambachtelijk-traditionele stijl                                                              | ca. 1860 |                                                                                                 | Gedempte Kattendiep 35-35a                                          | 53° 13' 2" NB, 6° 34' 23" OL  | 0014/102009 | Woonhuis in ambachtelijk-traditionele stijl                                                                                                   |
| Dubbel bedrijfspand                                                                                      | ca. 1860 |                                                                                                 | Gedempte Kattendiep 37                                              | 53° 13' 2" NB, 6° 34' 23" OL  | 0014/102010 | Bedrijfspand Dubbel bedrijfspand |
| Bedrijfspand met bovenwoning in classicistische stijl                                                    | 17e eeuw ca. 1860 (gevel) |                                                                                                 | Gedempte Zuiderdiep 2 Rademarkt 1                                   | 53° 12' 57" NB, 6° 34' 17" OL | 0014/102045 | Bedrijfspand met bovenwoning in classicistische stijl                                                                                         |
| Vm. Hotel W.E.E.V.A. (Martini Hotel)                                                                     | 1878 (herb.) 1886 (uitbr.) 1918 (uitbr.) 1933 (uitbr.)                                                                                                 | G. Nijhuis (1918) Nijhuis & Reker (1933)                                                        | Gedempte Zuiderdiep 8-10                                            | 53° 12' 56" NB, 6° 34' 15" OL | 0014/102047 | WEEVA Vm. Hotel W.E.E.V.A.(Martini Hotel) |
| Pand met twee bouwlagen en zadeldak met schildeind aan voorzijde                                         | 19e eeuw 1932 (pui) |                                                                                                 | Gedempte Zuiderdiep 13                                              | 53° 12' 57" NB, 6° 34' 12" OL | 0014/102014 | Pand met twee bouwlagen en zadeldak met schildeind aan voorzijde                                                                              |
| Hoekpand met afgeknot schilddak en afgeschuinde hoek                                                     | 1895 2002 (pui) |                                                                                                 | Gedempte Zuiderdiep 26-26c (hoek Eerste Drift Ged. Zuiderdiep)      | 53° 12' 54" NB, 6° 34' 10" OL | 0014/102051 | Hoekpand met afgeknot schilddak en afgeschuinde hoek                                                                                          |
| Bedrijfspandencomplex in Delftse School-stijl (De Faun)                                                  | 1935 | A.R. Wittop Koning Willem Valk (beeldhouwwerk)                                                  | Gedempte Zuiderdiep 31-31/1 Herestraat 83/83a Bruine Ruiterstraat 2 | 53° 12' 55" NB, 6° 34' 6" OL  | 0014/102289 | Bedrijfspandencomplex in Delftse School-stijl(De Faun)                                                                                        |
| Bedrijfspand met bovenwoningen in eclectische stijl                                                      | ca. 1895 |                                                                                                 | Gedempte Zuiderdiep 32-34 Herestraat 89-91a                         | 53° 12' 54" NB, 6° 34' 7" OL  | 0014/102054 | Bedrijfspand met bovenwoningen in eclectische stijl                                                                                           |
| Winkelwoonhuis met tegeltableaus in art-nouveaustijl                                                     | 1902 (pui) | P.M.A. Huurman (pui)                                                                            | Gedempte Zuiderdiep 36-36a                                          | 53° 12' 53" NB, 6° 34' 6" OL  | 0014/102055 | Winkelwoonhuis met tegeltableaus in art-nouveaustijl                                                                                          |
| Woonhuis in eclectische stijl                                                                            | ca. 1880 (pui) |                                                                                                 | Gedempte Zuiderdiep 38                                              | 53° 12' 53" NB, 6° 34' 6" OL  | 0014/102056 | Woonhuis in eclectische stijl |
| Bedrijfspand met bovenwoningen in neogotische stijl                                                      | 1901 | G. Nijhuis                                                                                      | Gedempte Zuiderdiep 43-43a Pelsterstraat 59                         | 53° 12' 54" NB, 6° 34' 3" OL  | 0014/102018 | Bedrijfspand met bovenwoningen in neogotische stijl                                                                                           |
| Bedrijfspand in eclectische stijl met art-nouveau-elementen                                              | 1904 | Y. van der Veen                                                                                 | Gedempte Zuiderdiep 50-50a                                          | 53° 12' 53" NB, 6° 34' 3" OL  | 0014/102059 | Bedrijfspand in eclectische stijl met art-nouveau-elementen                                                                                   |
| Winkelpand met bovenwoningen                                                                             | 1910 | Y. van der Veen                                                                                 | Gedempte Zuiderdiep 53-53b                                          | 53° 12' 54" NB, 6° 34' 1" OL  | 0014/102021 | Winkelpand met bovenwoningen |
| Vm. pakhuis met winkel en bovenwoning met art-nouveau-elementen (Horeca)                                 | 1904 1921 (herst.) |                                                                                                 | Gedempte Zuiderdiep 55-55a                                          | 53° 12' 54" NB, 6° 34' 1" OL  | 0014/102022 | Pakhuis Vm. pakhuis met winkel en bovenwoning met art-nouveau-elementen(Horeca)                                                               |
| Bedrijfspand in eclectische stijl met neogotische elementen                                              | 1894 | G. Nijhuis                                                                                      | Gedempte Zuiderdiep 56-56a                                          | 53° 12' 52" NB, 6° 34' 2" OL  | 0014/102062 | Bedrijfspand in eclectische stijl met neogotische elementen                                                                                   |
| Woonhuis in eclectische stijl                                                                            | ca. 1895 |                                                                                                 | Gedempte Zuiderdiep 62                                              | 53° 12' 52" NB, 6° 34' 1" OL  | 0014/102065 | Woonhuis in eclectische stijl |
| Winkelpand met bovenwoning in Delftse School-stijl                                                       | 1940 | J.A. Boer                                                                                       | Gedempte Zuiderdiep 83-83a                                          | 53° 12' 53" NB, 6° 33' 56" OL | 0014/102029 | Winkelpand met bovenwoning in Delftse School-stijl Winkelpand met bovenwoning in Delftse School-stijl                                         |
| Pand met tweelaagse lijstgevel                                                                           | 1875-1900 (kern mog. ouder) |                                                                                                 | Gedempte Zuiderdiep 88-88a                                          | 53° 12' 51" NB, 6° 33' 57" OL | 0014/102068 | Pand met tweelaagse lijstgevel |
| Winkelpand                                                                                               | late 19e eeuw (kern mog. ouder) |                                                                                                 | Gedempte Zuiderdiep 100-100a                                        | 53° 12' 52" NB, 6° 33' 53" OL | 0014/102070 | Winkelpand |
| Dubbelpand in Overgangsstijl                                                                             | 1908 |                                                                                                 | Gedempte Zuiderdiep 110-112a                                        | 53° 12' 52" NB, 6° 33' 51" OL | 0014/102075 | Dubbelpand in Overgangsstijl |
| Winkelpand met houten winkelpui                                                                          | late 19e eeuw |                                                                                                 | Gedempte Zuiderdiep 114-114a                                        | 53° 12' 52" NB, 6° 33' 51" OL | 0014/102076 | Winkelpand met houten winkelpui |
| Winkelpand met lijstgevel en houten winkelpui                                                            | late 19e eeuw 2000 (verb. pui) |                                                                                                 | Gedempte Zuiderdiep 116-116c                                        | 53° 12' 52" NB, 6° 33' 50" OL | 0014/103678 | Winkelpand met lijstgevel en houten winkelpui                                                                                                 |
| Winkelwoonhuis                                                                                           | late 19e eeuw |                                                                                                 | Gedempte Zuiderdiep 124 (hoek Driemolendrift)                       | 53° 12' 52" NB, 6° 33' 49" OL | 0014/102079 | Winkelwoonhuis |
| Woonhuis van één bouwlaag onder dwars zadeldak                                                           | mog. 17e eeuw (casco) 1860-1870 (verb.) 1901 (uitbr.)                                                                                                  |                                                                                                 | Gedempte Zuiderdiep 134                                             | 53° 12' 52" NB, 6° 33' 47" OL | 0014/102082 | Woonhuis van één bouwlaag onder dwars zadeldak                                                                                                |
| Woonhuis van één bouwlaag onder mansardedak                                                              | mog. 17e eeuw (casco) 1850-1900 (verb.) 1986 (verb.)                                                                                                   |                                                                                                 | Gedempte Zuiderdiep 136                                             | 53° 12' 52" NB, 6° 33' 47" OL | 0014/102083 | Woonhuis van één bouwlaag onder mansardedak                                                                                                   |
| Hoekpand met lijstgevel en decoratief balkon                                                             | eind 19e eeuw |                                                                                                 | Gedempte Zuiderdiep 138 Stationsstraat 2                            | 53° 12' 52" NB, 6° 33' 46" OL | 0014/102084 | Hoekpand met lijstgevel en decoratief balkon                                                                                                  |
| Het Wapen van Groningen                                                                                  | 1885 |                                                                                                 | Gedempte Zuiderdiep 140-140a                                        | 53° 12' 52" NB, 6° 33' 45" OL | 0014/102085 | Wapen van Groningen Het Wapen van Groningen                                                                                                   |
| Winkelhuis                                                                                               | voor 1830 1921 (verb.) |                                                                                                 | Gedempte Zuiderdiep 142                                             | 53° 12' 52" NB, 6° 33' 45" OL | 0014/102086 | Winkelhuis |
| Pand met lijstgevel en plat dak                                                                          | ca. 1900 |                                                                                                 | Gedempte Zuiderdiep 148-148a (hoek Blekersgang)                     | 53° 12' 52" NB, 6° 33' 45" OL | 0014/102088 | Pand met lijstgevel en plat dak |
| Woonhuis in classicistische stijl                                                                        | ca. 1860 |                                                                                                 | Gedempte Zuiderdiep 152                                             | 53° 12' 53" NB, 6° 33' 43" OL | 0014/102089 | Woonhuis in classicistische stijl |
| Winkelpand met bovenwoning in Delftse School-stijl                                                       | 1937-'38 | H.E. Nienhuis                                                                                   | Gedempte Zuiderdiep 154                                             | 53° 12' 53" NB, 6° 33' 43" OL | 0014/102090 | Winkelpand met bovenwoning in Delftse School-stijl                                                                                            |
| Vm. woonhuis met lijstgevel (met nr. 10) (Bedrijfspand)                                                  | kort voor 1445 1850-1900 (verb.) 1926 (verb.) |                                                                                                 | Gelkingestraat 8                                                    | 53° 13' 4" NB, 6° 34' 6" OL   | 0014/102106 | Woonhuis met lijstgevel Vm. woonhuis met lijstgevel (met nr. 10)(Bedrijfspand)                                                                |
| Vm. woonhuis met lijstgevel (met nr. 8) (Winkelpand met woonruimte)                                      | kort voor 1445 1850-1900 (verb.) begin 20e eeuw (verb.)                                                                                                |                                                                                                 | Gelkingestraat 10                                                   | 53° 13' 4" NB, 6° 34' 6" OL   | 0014/102107 | Woonhuis met lijstgevel Vm. woonhuis met lijstgevel (met nr. 8)(Winkelpand met woonruimte)                                                    |
| Vm. woonhuis met lijstgevel (met nr. 16) (Winkelpand met woonruimte)                                     | ca. 1407 1650-1725 (verb.) 18e eeuw (verb.) 1875-1900 (verb.)                                                                                          |                                                                                                 | Gelkingestraat 14                                                   | 53° 13' 4" NB, 6° 34' 6" OL   | 0014/102109 | Woonhuis met lijstgevel Vm. woonhuis met lijstgevel (met nr. 16)(Winkelpand met woonruimte)                                                   |
| Vm. woonhuis met lijstgevel (met nr. 14) (Winkelpand met woonruimte)                                     | ca. 1407 1650-1725 (verb.) 18e eeuw (verb.) 1898 (verb.) 1921 (verb.)                                                                                  |                                                                                                 | Gelkingestraat 16                                                   | 53° 13' 4" NB, 6° 34' 6" OL   | 0014/102110 | Woonhuis met lijstgevel Vm. woonhuis met lijstgevel (met nr. 14)(Winkelpand met woonruimte)                                                   |
| Bedrijfspand met bovenwoning (Restaurant)                                                                | 16e/17e eeuw 1911 (verb.) 1940 (verb.) 1963 (pui) |                                                                                                 | Gelkingestraat 18-18c                                               | 53° 13' 4" NB, 6° 34' 6" OL   | 0014/102111 | Bedrijfspand met bovenwoning(Restaurant) |
| Winkelpand met bovenwoning in ambachtelijk-traditionele stijl                                            | 17e eeuw (oorspr.) 1915 (verb.) |                                                                                                 | Gelkingestraat 31                                                   | 53° 13' 1" NB, 6° 34' 7" OL   | 0014/102098 | Winkelpand met bovenwoning in ambachtelijk-traditionele stijl                                                                                 |
| Vm. woonhuis met lijstgevel en mezzanino (Winkelpand met woonruimte en houten winkelpui)                 | 16e-17e eeuw 18e eeuw (verb.) 19e eeuw (gevel) ca. 1895 (pui)                                                                                          |                                                                                                 | Gelkingestraat 36-36a                                               | 53° 13' 2" NB, 6° 34' 8" OL   | 0014/102119 | Woonhuis met lijstgevel en mezzanino Vm. woonhuis met lijstgevel en mezzanino(Winkelpand met woonruimte en houten winkelpui)                  |
| Vm. woonhuis met lijstgevel (Winkelpand met woonruimte met pui in ambachtelijk-traditionele stijl)       | ca. 1860 1875-1900 (pui) |                                                                                                 | Gelkingestraat 37                                                   | 53° 12' 60" NB, 6° 34' 8" OL  | 0014/102100 | Woonhuis met lijstgevel Vm. woonhuis met lijstgevel(Winkelpand met woonruimte met pui in ambachtelijk-traditionele stijl)                     |
| Vm. woonhuis met lijstgevel en mezzanino (Winkelpand met kamerverhuur)                                   | 16e/17e eeuw 18e-19e eeuw (verb.) 1927 (verb. tot winkel) 1995 (renov.)                                                                                |                                                                                                 | Gelkingestraat 41                                                   | 53° 12' 59" NB, 6° 34' 8" OL  | 0014/102101 | Woonhuis met lijstgevel en mezzanino Vm. woonhuis met lijstgevel en mezzanino(Winkelpand met kamerverhuur)                                    |
| Vm. woonhuis met brouwerij (Winkelpand met woonruimte)                                                   | 15e eeuw (kern voorhuis) verm. 16e eeuw (achterhuis 1) vroege 17e eeuw (verb. voorhuis, achterhuis 2) late 19e eeuw (verb. achterhuis 1) 2006 (renov.) |                                                                                                 | Gelkingestraat 46-46e                                               | 53° 13' 1" NB, 6° 34' 8" OL   | 0014/106305 | Woonhuis met brouwerij Vm. woonhuis met brouwerij(Winkelpand met woonruimte)                                                                  |
| Vm. woonhuis met brouwerij (Winkelpand met woonruimte)                                                   | 14e eeuw (voorhuis) 1475-1525 (achterhuis 1) kort na 1540 (achterhuis 2) 19e eeuw (verb.) 2006 (renov.)                                                |                                                                                                 | Gelkingestraat 48                                                   | 53° 13' 1" NB, 6° 34' 8" OL   | 0014/102121 | Woonhuis met brouwerij Vm. woonhuis met brouwerij(Winkelpand met woonruimte)                                                                  |
| Bedrijfspand met bovenwoning in overgangsstijl met art-nouveau-elementen                                 | 1902 | A.Th. van Elmpt                                                                                 | Gelkingestraat 50                                                   | 53° 13' 0" NB, 6° 34' 8" OL   | 0014/102122 | Bedrijfspand met bovenwoning in overgangsstijl met art-nouveau-elementen                                                                      |
| Woonhuis met lijstgevel                                                                                  | 17e eeuw 19e eeuw (verb.) |                                                                                                 | Grote Kromme Elleboog 7                                             | 53° 13' 5" NB, 6° 33' 45" OL  | 0014/102134 | Woonhuis met lijstgevel |
| Bedrijfspand met bovenwoning in Amsterdamse School-stijl                                                 | 1931 | H.J. Bakx                                                                                       | Grote Kromme Elleboog 11                                            | 53° 13' 5" NB, 6° 33' 44" OL  | 0014/102136 | Bedrijfspand met bovenwoning in Amsterdamse School-stijl                                                                                      |
| Woonhuis met lijstgevel en mezzanino                                                                     | 1850-1900 (voorgevel, casco is verm. ouder) eind 19e eeuw (pui)                                                                                        |                                                                                                 | Grote Kromme Elleboog 14 Akerkstraat 29                             | 53° 13' 5" NB, 6° 33' 45" OL  | 0014/103785 | Woonhuis met lijstgevel en mezzanino |
| Vm. woonhuis met bedrijf (Van Erp)                                                                       | mog. 16e eeuw (kern voorhuis) 1850-1900 (gevel) 1914 (verb.)                                                                                           |                                                                                                 | Grote Kromme Elleboog 16                                            | 53° 13' 5" NB, 6° 33' 44" OL  | 0014/102142 | Woonhuis Vm. woonhuis met bedrijf(Van Erp) |
| Vm. woonhuis met lijstgevel (Bedrijfspand met woonruimte) (vm. FEBO)                                     | mog. 13e/14e eeuw (casco) 1800-1850 (verb.) eind 19e eeuw (verb. tot winkel) verb. in o.m. 1950, 1972                                                  |                                                                                                 | Grote Markt 34-34b                                                  | 53° 13' 6" NB, 6° 34' 8" OL   | 0014/102169 | Woonhuis met lijstgevel Vm. woonhuis met lijstgevel(Bedrijfspand met woonruimte) (vm. FEBO)                                                   |
| Vm. woonhuis met lijstgevel (Winkelpand)                                                                 | 1600-1650 (oorspr.) |                                                                                                 | Grote Markt 45-45a                                                  | 53° 13' 5" NB, 6° 34' 2" OL   | 0014/102166 | Woonhuis met lijstgevel Vm. woonhuis met lijstgevel(Winkelpand)                                                                               |
| Openbaar toilet in Amsterdamse School-stijl                                                              | 1926 | S.J. Bouma                                                                                      | t.o. Grote Markt 48                                                 | 53° 13' 5" NB, 6° 34' 1" OL   | 0014/102178 | Openbaar toilet in Amsterdamse School-stijl                                                                                                   |
| Vm. woonhuis (Winkelpand met woonruimte)                                                                 | mog. 15e/16e eeuw (oorspr.) 1919-'21 (verb.) | A.Th. van Elmpt (1919-'21)                                                                      | Grote Markt 49                                                      | 53° 13' 5" NB, 6° 34' 1" OL   | 0014/102168 | Woonhuis Vm. woonhuis(Winkelpand met woonruimte)                                                                                              |
| Vm. bedrijfspand Geubels (Scholtens-Wristers)                                                            | 1957-'58 | A. van Deel                                                                                     | Guldenstraat 20-22                                                  | 53° 13' 6" NB, 6° 33' 56" OL  | 0014/104396 | Bedrijfspand Vm. bedrijfspand Geubels(Scholtens-Wristers)                                                                                     |
| Winkelwoningcomplex                                                                                      | 1956-'57 | F. Klein                                                                                        | Guldenstraat 30-42                                                  | 53° 13' 6" NB, 6° 33' 55" OL  | 0014/104382 | Winkelwoningcomplex |
| Bedrijfspand (vm. Modehuis H.B.)                                                                         | 1939 1974-'75 (verb.) | G.A. Heldoorn (1939)                                                                            | Guldenstraat 40-44 Zwanestraat 2                                    | 53° 13' 6" NB, 6° 33' 55" OL  | 0014/104397 | Bedrijfspand (vm. Modehuis H.B.) |
| Woonhuis met lijstgevel                                                                                  | 1550-1600 (oorspr.) 1829 (verb.) 1931 (uitbr.) 1950 (verb.)                                                                                            | F. Klein (1950)                                                                                 | Haddingestraat 15                                                   | 53° 12' 58" NB, 6° 33' 55" OL | 0014/106389 | Woonhuis met lijstgevel |
| Vm. woonhuis met later aangebouwd kantoor (Kantoorpand)                                                  | 1450-1550, mog. ouder (kern voorhuis) ca. 1875 (verb.) 1919-'20 (kantoor) 1923 (trapgevel) 1986 (rest.)                                                |                                                                                                 | Haddingestraat 16                                                   | 53° 12' 59" NB, 6° 33' 57" OL | 0014/102210 | Woonhuis met kantoor Vm. woonhuis met later aangebouwd kantoor(Kantoorpand)                                                                   |
| Vm. bedrijfspand met woonruimte in eclectische stijl (Kamerverhuur)                                      | 1878 1922 (verb.) 1973 (verb.) |                                                                                                 | Haddingestraat 17-17a                                               | 53° 12' 58" NB, 6° 33' 56" OL | 0014/102197 | Bedrijfspand met woonruimte Vm. bedrijfspand met woonruimte in eclectische stijl(Kamerverhuur)                                                |
| Bedrijfspand in de stijl van de Nieuwe Zakelijkheid                                                      | | Van Wijk & Broos                                                                                | Haddingestraat 31-31d                                               | 53° 12' 56" NB, 6° 33' 57" OL | 0014/102204 | Bedrijfspand in de stijl van de Nieuwe Zakelijkheid                                                                                           |
| Woonhuis van één bouwlaag onder zadeldak                                                                 | 15e eeuw (oorspr.) 17e eeuw (verb.) 19e eeuw (verb.) 1985 (rest.)                                                                                      |                                                                                                 | Haddingestraat 36                                                   | 53° 12' 56" NB, 6° 33' 58" OL | 0014/102216 | Woonhuis van één bouwlaag onder zadeldak |
| Woonhuis van één bouwlaag onder zadeldak                                                                 | 15e eeuw (oorspr.) 17e eeuw (verb.) 19e eeuw (verb.) 1985 (rest.)                                                                                      |                                                                                                 | Haddingestraat 38                                                   | 53° 12' 56" NB, 6° 33' 58" OL | 0014/102217 | Woonhuis van één bouwlaag onder zadeldak |
| Woonhuis van één bouwlaag onder zadeldak (dwarshuis)                                                     | mog. 16e eeuw (oorspr.) 17e eeuw (verb.) 1860-1870 (gevel) 1992 (renov.)                                                                               |                                                                                                 | Hardewikerstraat 37                                                 | 53° 13' 16" NB, 6° 33' 49" OL | 0014/102234 | Woonhuis van één bouwlaag onder zadeldak (dwarshuis)                                                                                          |
| Bedrijfspand in sobere traditionele stijl                                                                | 1950-'51 1979 (verb.) | H.J. van Wissen                                                                                 | Herebinnensingel 1-1a                                               | 53° 12' 51" NB, 6° 34' 12" OL | 0014/104399 | Bedrijfspand in sobere traditionele stijl |
| Gebouw van de Algemeen Vrijzinnig Hervormde Gemeente                                                     | 1931 1939 (uitbr.) | Kazemier & Tonkens (1931, 1939)                                                                 | Herebinnensingel 7                                                  | 53° 12' 51" NB, 6° 34' 13" OL | 0014/102242 | Gebouw van de Algemeen Vrijzinnig Hervormde Gemeente                                                                                          |
| Dubbel woonhuis                                                                                          | 1898 |                                                                                                 | Herebinnensingel 25-25b                                             | 53° 12' 53" NB, 6° 34' 18" OL | 0014/102247 | Dubbel woonhuis |
| Hereplein (zitbanken en beeld Jozef Israëls)                                                             | 1922 | mog. S.J. Bouma (banken) Abraham Hesselink (beeld)                                              | Hereplein                                                           | 53° 12' 48" NB, 6° 34' 11" OL | 0014/103771 | Hereplein Hereplein (zitbanken en beeld Jozef Israëls)                                                                                        |
| Herenhuis in eclectische stijl                                                                           | ca. 1880 | W. van der Heide                                                                                | Hereplein 1 Coehoornsingel 2-2a                                     | 53° 12' 50" NB, 6° 34' 8" OL  | 0014/102256 | Herenhuis in eclectische stijl |
| Dubbel herenhuis in eclectische stijl met neo-maniëristische elementen                                   | 1881 | W. van der Heide                                                                                | Hereplein 2-3                                                       | 53° 12' 50" NB, 6° 34' 8" OL  | 0014/103596 | Dubbel herenhuis in eclectische stijl met neo-maniëristische elementen                                                                        |
| Bioscoopgebouw (Camera)                                                                                  | 1959-'60 1977 (verb.) 1994 (verb.) | Nic. de Jong en M. Gerbenzon (1959-'60) Gerbenzon & De Vos (1977) Karelse & Van der Meer (1994) | Hereplein 73                                                        | 53° 12' 50" NB, 6° 34' 10" OL | 0014/104398 | Bioscoopgebouw(Camera) |
| Herebrug                                                                                                 | 1952-'53 | Dienst Gemeentewerken Wladimir de Vries (beeld)                                                 | Hereplein Hereweg                                                   | 53° 12' 45" NB, 6° 34' 13" OL | 0014/104526 | Meer afbeeldingen |
| Appartementencomplex met praktijk                                                                        | 1952-'53 | P.L. de Vrieze                                                                                  | Heresingel 6-6c                                                     | 53° 12' 50" NB, 6° 34' 14" OL | 0014/104362 | Appartementencomplex met praktijk |
| Herenhuis in eclectische stijl                                                                           | 1882 2001 (rest.) |                                                                                                 | Heresingel 8                                                        | 53° 12' 50" NB, 6° 34' 15" OL | 0014/102259 | Herenhuis in eclectische stijl Herenhuis in eclectische stijl                                                                                 |
| Dubbel herenhuis in eclectische stijl                                                                    | ca. 1885 |                                                                                                 | Heresingel 14-16                                                    | 53° 12' 51" NB, 6° 34' 17" OL | 0014/102260 | Dubbel herenhuis in eclectische stijl |
| Siervaas Heresingel                                                                                      | ca. 1910 |                                                                                                 | t.o. Heresingel 18                                                  | 53° 12' 50" NB, 6° 34' 18" OL | 0014/102262 | Meer afbeeldingen |
| Herenhuis in eclectische stijl                                                                           | 1898 | W.P. Ros                                                                                        | Heresingel 26                                                       | 53° 12' 51" NB, 6° 34' 19" OL | 0014/102265 | Herenhuis in eclectische stijl |
| Herenhuis in neoclassicistische stijl                                                                    | 1882 |                                                                                                 | Heresingel 28                                                       | 53° 12' 52" NB, 6° 34' 19" OL | 0014/102266 | Herenhuis in neoclassicistische stijl |
| Herenhuis in eclectische stijl                                                                           | 1890 | P.M.A. Huurman                                                                                  | Heresingel 34                                                       | 53° 12' 52" NB, 6° 34' 21" OL | 0014/102268 | Herenhuis in eclectische stijl |
| Vm. woonhuis met lijstgevel (Winkelpand met woonruimte)                                                  | late 17e/vroege 18e eeuw (mog. ouder) ca. 1870-1880 (verb.) 1923 (uitbr.) 1969 (verb.)                                                                 |                                                                                                 | Herestraat 4                                                        | 53° 13' 4" NB, 6° 34' 1" OL   | 0014/102296 | Woonhuis met lijstgevel Vm. woonhuis met lijstgevel(Winkelpand met woonruimte)                                                                |
| Vm. woonhuis in neoclassicistische stijl (Winkelpand met woonruimte)                                     | 15e eeuw (oorspr.) ca. 1860 (gevel) ca. 1890 (verb.) 1914 (pui) 1957 (samenv. met nr. 11)                                                              | A.Th. van Elmpt (1914)                                                                          | Herestraat 9                                                        | 53° 13' 4" NB, 6° 34' 0" OL   | 0014/102269 | Woonhuis in neoclassicistische stijl Vm. woonhuis in neoclassicistische stijl(Winkelpand met woonruimte)                                      |
| Vm. woonhuis in neoclassicistische stijl (Winkelpand met woonruimte)                                     | waarsch. middeleeuws (oorspr.) 1957 (samenv. met nr. 9)                                                                                                |                                                                                                 | Herestraat 11                                                       | 53° 13' 3" NB, 6° 34' 0" OL   | 0014/102270 | Woonhuis in neoclassicistische stijl Vm. woonhuis in neoclassicistische stijl(Winkelpand met woonruimte)                                      |
| Vm. woonhuis met lijstgevel (Winkelpand)                                                                 | middeleeuwen 17e eeuw of eerder (uitbr.) 19e eeuw (verb.) 1932 (verb. pui)                                                                             | Kuiler & Drewes (1932)                                                                          | Herestraat 12                                                       | 53° 13' 4" NB, 6° 34' 2" OL   | 0014/102298 | Woonhuis met lijstgevel Vm. woonhuis met lijstgevel(Winkelpand)                                                                               |
| Vm. woonhuis met lijstgevel (Winkelpand met woonruimte)                                                  | 1500-1625 1875-1900 (gevel) 1929 (verb.) |                                                                                                 | Herestraat 15                                                       | 53° 13' 3" NB, 6° 34' 1" OL   | 0014/102272 | Woonhuis met lijstgevel Vm. woonhuis met lijstgevel(Winkelpand met woonruimte)                                                                |
| Vm. woonhuis met lijstgevel (Winkelpand met woonruimte)                                                  | 16e eeuw (oorspr.) 19e eeuw (verb.) 1914 (pui) 1948-'49 (verb.)                                                                                        |                                                                                                 | Herestraat 17                                                       | 53° 13' 3" NB, 6° 34' 1" OL   | 0014/102273 | Woonhuis met lijstgevel Vm. woonhuis met lijstgevel(Winkelpand met woonruimte)                                                                |
| Vm. woonhuis met lijstgevel (Winkelpand met woonruimte)                                                  | 1875-1900 1919 (verb.) 1939 (verb. pui) 1950 (verb.)                                                                                                   | Y. van der Veen (1919) G. Saville (1939)                                                        | Herestraat 19                                                       | 53° 13' 3" NB, 6° 34' 1" OL   | 0014/102274 | Woonhuis met lijstgevel Vm. woonhuis met lijstgevel(Winkelpand met woonruimte)                                                                |
| Vm. café-restaurant Metropole (Winkelpand)                                                               | 1908 | P.M.A. Huurman                                                                                  | Herestraat 20                                                       | 53° 13' 3" NB, 6° 34' 2" OL   | 0014/102300 | Café-restaurant Vm. café-restaurant Metropole(Winkelpand)                                                                                     |
| Vm. woonhuis met lijstgevel (Winkelpand met woonruimte)                                                  | mog. late middeleeuwen 1875-1900 (gevel) |                                                                                                 | Herestraat 21                                                       | 53° 13' 3" NB, 6° 34' 1" OL   | 0014/102275 | Woonhuis met lijstgevel Vm. woonhuis met lijstgevel(Winkelpand met woonruimte)                                                                |
| Vm. woonhuis met lijstgevel (vm. café Centraal) (Winkelpand met woonruimte)                              | 1400-1550 (achterhuis) voor 1634 (voorhuis) 1860-1880 (uitbr.) 1907 (verb.) 1919 (verb.) 1923 (verb.)                                                  | A.Th. van Elmpt (1907) J. Kuiler (1919) J. Kuiler & Drewes (1923)                               | Herestraat 23                                                       | 53° 13' 3" NB, 6° 34' 1" OL   | 0014/102276 | Woonhuis met lijstgevel Vm. woonhuis met lijstgevel (vm. café Centraal)(Winkelpand met woonruimte)                                            |
| Winkelpand met woonruimte in eclectische stijl                                                           | 13e-14e eeuw (oorspr.) 1908 (gevel) |                                                                                                 | Herestraat 25                                                       | 53° 13' 2" NB, 6° 34' 1" OL   | 0014/102277 | Winkelpand met woonruimte in eclectische stijl                                                                                                |
| Vm. woonhuis met lijstgevel en mezzanino (Winkelpand)                                                    | mog. 1400-1450 (oorspr.) 1775-1825 (verb.) 1850-1900 (verb.) 1904 (verb.) 1947 (verb.)                                                                 | P.M.A. Huurman (1904) Joh. Prummel (1947)                                                       | Herestraat 35                                                       | 53° 13' 1" NB, 6° 34' 2" OL   | 0014/102281 | Woonhuis met lijstgevel en mezzanino Vm. woonhuis met lijstgevel en mezzanino(Winkelpand)                                                     |
| Winkelpand met mezzanineverdieping                                                                       | |                                                                                                 | Herestraat 42                                                       | 53° 13' 0" NB, 6° 34' 4" OL   | 0014/102310 | Winkelpand met mezzanineverdieping |
| Winkelpand met bovenwoning in eclectische stijl                                                          | ca. 1870 |                                                                                                 | Herestraat 56                                                       | 53° 12' 59" NB, 6° 34' 5" OL  | 0014/102314 | Winkelpand met bovenwoning in eclectische stijl                                                                                               |
| Winkelpand met bovenwoning in Amsterdamse School-stijl met elementen uit de art deco                     | 14e eeuw (oorspr.) 1926 (verb.) | P.M.A. Huurman (1926)                                                                           | Herestraat 58                                                       | 53° 12' 58" NB, 6° 34' 6" OL  | 0014/102315 | Winkelpand met bovenwoning in Amsterdamse School-stijl met elementen uit de art deco                                                          |
| Vm. woonhuis met lijstgevel (Winkelpand)                                                                 | midden/eind 15e eeuw (oorspr.) 1850-1900 (verb.) 1947-'48 (verb.)                                                                                      | H.J. van Wissen (1947-'48)                                                                      | Herestraat 59                                                       | 53° 12' 59" NB, 6° 34' 4" OL  | 0014/102286 | Woonhuis met lijstgevel Vm. woonhuis met lijstgevel(Winkelpand)                                                                               |
| Vm. woonhuis met lijstgevel (Winkelpand met woonruimte)                                                  | verm. 14e eeuw (oorspr.) ca. 1870 (verb.) 1904 (verb.) 1936-1952 (verb.)                                                                               |                                                                                                 | Herestraat 60                                                       | 53° 12' 58" NB, 6° 34' 6" OL  | 0014/102316 | Woonhuis met lijstgevel Vm. woonhuis met lijstgevel(Winkelpand met woonruimte)                                                                |
| Vm. woonhuis met lijstgevel (Winkelpand)                                                                 | mog. 13e/14e eeuw (voorhuis) 17e eeuw (uitbr.) 1775-1825 (voorgevel) ca. 1830 (uitbr.) 1936 (verb.) 1953 (uitbr.)                                      | Th. Wildeboer (1953)                                                                            | Herestraat 67-67a                                                   | 53° 12' 58" NB, 6° 34' 5" OL  | 0014/102288 | Woonhuis met lijstgevel Vm. woonhuis met lijstgevel(Winkelpand)                                                                               |
| Winkelpand                                                                                               | 1850-1900 (gevel) |                                                                                                 | Herestraat 82                                                       | 53° 12' 54" NB, 6° 34' 8" OL  | 0014/107880 | Winkelpand |
| Winkelwoonhuis                                                                                           | midden 19e eeuw 1926 (verb. tot winkel) 1939 (verb. tot café) 1975 (verb. tot winkel)                                                                  | Henri Rots (1926)                                                                               | Herestraat 84                                                       | 53° 12' 54" NB, 6° 34' 9" OL  | 0014/102320 | Winkelwoonhuis |
| Winkelpand met bovenwoning in art-nouveaustijl                                                           | 1903 (verb.) | A.Th. van Elmpt (1903)                                                                          | Herestraat 101-101f                                                 | 53° 12' 52" NB, 6° 34' 7" OL  | 0014/102293 | Meer afbeeldingen |
| Winkelwoningcomplex in ecletische stijl met neorenaissance-elementen                                     | 1888 |                                                                                                 | Herestraat 105-107b                                                 | 53° 12' 52" NB, 6° 34' 8" OL  | 0014/102294 | Winkelwoningcomplex in ecletische stijl met neorenaissance-elementen                                                                          |
| Vm. apotheek met bovenwoning (Oldeman) (Bedrijfspand met woonruimte)                                     | 1948-'49 | P.L. de Vrieze                                                                                  | Herestraat 109-109a                                                 | 53° 12' 51" NB, 6° 34' 8" OL  | 0014/104400 | Apotheek Vm. apotheek met bovenwoning (Oldeman)(Bedrijfspand met woonruimte)                                                                  |
| Wederopbouwpand                                                                                          | kort na WO2 1978 (verb.) |                                                                                                 | Herestraat 111-111b                                                 | 53° 12' 51" NB, 6° 34' 8" OL  | 0014/108384 | Wederopbouwpand |
| Vm. bankgebouw (Kantoorpand)                                                                             | 1953 | J. Jonkman P. van Dorp                                                                          | Herestraat 113                                                      | 53° 12' 51" NB, 6° 34' 8" OL  | 0014/104401 | Bankgebouw Vm. bankgebouw(Kantoorpand) |
| Woonhuis met lijstgevel onder dwars schilddak                                                            | 17e eeuw of ouder (casco) begin 20e eeuw (gevel) |                                                                                                 | Hofstraat 20                                                        | 53° 13' 17" NB, 6° 34' 1" OL  | 0014/102359 | Woonhuis met lijstgevel onder dwars schilddak                                                                                                 |
| Brugwachtershuisje Abrug                                                                                 | ca. 1925 2001 (rest./verb.) | S.J. Bouma                                                                                      | t.o. Hoge der A 1a                                                  | 53° 13' 0" NB, 6° 33' 34" OL  | 0014/102364 | Brugwachtershuisje Brugwachtershuisje Abrug                                                                                                   |
| Woonhuis in eclectische stijl                                                                            | waarsch. 17e eeuw midden 19e eeuw (gevel) |                                                                                                 | Hoge der A 29                                                       | 53° 13' 7" NB, 6° 33' 31" OL  | 0014/102377 | Woonhuis in eclectische stijl |
| Woonhuis met lijstgevel                                                                                  | waarsch. 17e eeuw 1850-1875 (gevel) |                                                                                                 | Hoge der A 30                                                       | 53° 13' 7" NB, 6° 33' 31" OL  | 0014/102398 | Meer afbeeldingen |
| Urinoir in de stijl van de Nieuwe Zakelijkheid                                                           | ca. 1925 | S.J. Bouma                                                                                      | t.o. Hoge der A 31                                                  | 53° 13' 7" NB, 6° 33' 30" OL  | 0014/102379 | Urinoir Urinoir in de stijl van de Nieuwe Zakelijkheid                                                                                        |
| Vm. woonhuis (Winkelwoonhuis)                                                                            | mog. 15e eeuw (oorspr.) 19e eeuw (gevel) late 19e eeuw (pui)                                                                                           |                                                                                                 | Hoge der A 33-33a                                                   | 53° 13' 8" NB, 6° 33' 30" OL  | 0014/102380 | Meer afbeeldingen |
| Kantongerecht Groningen                                                                                  | 1912 |                                                                                                 | Kattenhage 1                                                        | 53° 13' 17" NB, 6° 34' 6" OL  | 0014/102413 | Kantongerecht Groningen |
| Twee pakhuizen                                                                                           | 17e eeuw (oorspr.) |                                                                                                 | Kleine Butjesstraat 1-3                                             | 53° 13' 15" NB, 6° 33' 55" OL | 0014/102425 | Pakhuis Twee pakhuizen |
| Woonhuis met lijstgevel                                                                                  | 17e eeuw, mog. 16e eeuw (oorspr.) 1750-1825 (uitbr.) ca. 1850 (verb.)                                                                                  |                                                                                                 | Kleine Haddingestraat 7-7a                                          | 53° 12' 53" NB, 6° 33' 58" OL | 0014/102433 | Woonhuis met lijstgevel |
| Woonhuis van één bouwlaag onder zadeldak met wolfseind (diephuis)                                        | waarsch. 16e eeuw 1909 (verb.) 1962 (verb.) 1986 (rest.)                                                                                               |                                                                                                 | Kleine Kromme Elleboog 4                                            | 53° 13' 7" NB, 6° 33' 44" OL  | 0014/102435 | Woonhuis van één bouwlaag onder zadeldak met wolfseind (diephuis)                                                                             |
| Vm. woonhuis, mogelijk met werkplaats (Cleopatra A.S.G.)                                                 | 15e eeuw (oorspr.) |                                                                                                 | Kleine Pelsterstraat 5-5a                                           | 53° 12' 57" NB, 6° 34' 3" OL  | 0014/103900 | Woonhuis met werkplaats Vm. woonhuis, mogelijk met werkplaats(Cleopatra A.S.G.)                                                               |
| Vm. graanpakhuis                                                                                         | 18e eeuw 1931 (verb.) 1978 (verb.) |                                                                                                 | Kleine Steentilstraat 3                                             | 53° 12' 59" NB, 6° 34' 25" OL | 0014/107524 | Graanpakhuis Vm. graanpakhuis |
| Vm. woonhuis met topgevel (Kamerverhuur)                                                                 | late 16e of vroege 17e eeuw (Kl. Steentilstr. 7) 18e eeuw (verb., Kostersgang 38) 1991-'93 (verb.)                                                     |                                                                                                 | Kleine Steentilstraat 7 Kostersgang 38                              | 53° 12' 59" NB, 6° 34' 25" OL | 0014/106308 | Meer afbeeldingen |
| Vm. sigarenfabriek en later koffiebranderij en theefabriek Insulinde (Bedrijfspand)                      | 1884 | J.F. Scheepers                                                                                  | 't Klooster 2                                                       | 53° 13' 14" NB, 6° 33' 55" OL | 0014/103692 | Pakhuis Vm. sigarenfabriek en later koffiebranderij en theefabriek Insulinde(Bedrijfspand)                                                    |
| Vm. magazijn met werkplaatsen Fa. P.C. Nanninga (Bedrijfspand)                                           | 1945 | F. Klein                                                                                        | Kostersgang 32-34a                                                  | 53° 12' 58" NB, 6° 34' 24" OL | 0014/104402 | Magazijn Vm. magazijn met werkplaatsen Fa. P.C. Nanninga(Bedrijfspand)                                                                        |
| Vm. woonhuis met tuitgevel (Bedrijfspand)                                                                | 18e eeuw (oorspr.) 1775-1825 (verb.) 1988 (verb.) |                                                                                                 | Kostersgang 36-36c                                                  | 53° 12' 59" NB, 6° 34' 24" OL | 0014/102483 | Woonhuis met tuitgevel Vm. woonhuis met tuitgevel(Bedrijfspand)                                                                               |
| Woonhuis in eclectische stijl                                                                            | 1899 | G. Hoekzema                                                                                     | Lopende Diep 4                                                      | 53° 13' 15" NB, 6° 33' 45" OL | 0014/102511 | Woonhuis in eclectische stijl |
| Dubbel woonhuis in ambachtelijk-traditionele stijl                                                       | 1836-1841 |                                                                                                 | Lutkenieuwstraat 32-34                                              | 53° 13' 3" NB, 6° 33' 39" OL  | 0014/102523 | Dubbel woonhuis in ambachtelijk-traditionele stijl                                                                                            |
| Dubbel woonhuis in ambachtelijk-traditionele stijl                                                       | 1840-1860 |                                                                                                 | Lutkenieuwstraat 36-38                                              | 53° 13' 3" NB, 6° 33' 39" OL  | 0014/106471 | Dubbel woonhuis in ambachtelijk-traditionele stijl                                                                                            |
| Provinciehuis (westelijk deel)                                                                           | 1914-'17 | J.A.W. Vrijman                                                                                  | Martinikerkhof 12-13                                                | 53° 13' 11" NB, 6° 34' 12" OL | 0014/106770 | Meer afbeeldingen |
| Woonhuis met steil zadeldak                                                                              | mog. 16e eeuw (oorspr.) |                                                                                                 | Martinikerkhof 19                                                   | 53° 13' 14" NB, 6° 34' 10" OL | 0014/102542 | Woonhuis met steil zadeldak |
| Woonhuis in eclectische stijl met neoclassicistische elementen                                           | 19e eeuw (oorspr.) |                                                                                                 | Martinikerkhof 27 Sint Walburgstraat 2                              | 53° 13' 14" NB, 6° 34' 6" OL  | 0014/102546 | Woonhuis in eclectische stijl met neoclassicistische elementen                                                                                |
| Woonhuis in classicistische stijl                                                                        | ca. 1840 |                                                                                                 | Munnekeholm 8-8a                                                    | 53° 12' 56" NB, 6° 33' 44" OL | 0014/102562 | Woonhuis in classicistische stijl |
| Vm. woonhuis met kantoor in overgangsstijl met art-nouveau-elementen (Kamerverhuur)                      | 1905 | Y. van der Veen                                                                                 | Munnekeholm 14                                                      | 53° 12' 55" NB, 6° 33' 44" OL | 0014/102563 | Woonhuis met kantoor Vm. woonhuis met kantoor in overgangsstijl met art-nouveau-elementen(Kamerverhuur)                                       |
| Winkelpand met bovenwoning in overgangsstijl met art-nouveau-elementen                                   | 1905 | Y. van der Veen                                                                                 | Munnekeholm 16                                                      | 53° 12' 55" NB, 6° 33' 44" OL | 0014/102564 | Winkelpand met bovenwoning in overgangsstijl met art-nouveau-elementen                                                                        |
| Woonhuis in neogotische stijl                                                                            | 1902 |                                                                                                 | Museumstraat 2                                                      | 53° 12' 54" NB, 6° 33' 37" OL | 0014/102568 | Woonhuis in neogotische stijl |
| Woonhuis (dwarshuis)                                                                                     | 1650-1750 (kern mog. ouder) 1875 (gevel) |                                                                                                 | Muurstraat 1 Lopende Diep 4                                         | 53° 13' 15" NB, 6° 33' 45" OL | 0014/102569 | Woonhuis (dwarshuis) |
| Vm. winkelpand met woning in eclectische stijl (Horeca)                                                  | ca. 1890 eind 19e eeuw (pui) |                                                                                                 | Muurstraat 5-5a                                                     | 53° 13' 15" NB, 6° 33' 44" OL | 0014/102571 | Winkelpand Vm. winkelpand met woning in eclectische stijl(Horeca)                                                                             |
| Woonhuis met lijstgevel                                                                                  | 17e eeuw 18e eeuw (uitbr.) 1875-1900 (verb.) 20e eeuw (verb.)                                                                                          |                                                                                                 | Noorderhaven 8                                                      | 53° 13' 13" NB, 6° 33' 38" OL | 0014/102817 | Woonhuis met lijstgevel |
| Woonhuis met lijstgevel                                                                                  | 17e eeuw 18e eeuw (uitbr.) 1850-1900 (verb. tot winkel) 1951 (verb. tot woonhuis)                                                                      | Th. Wildeboer (1951)                                                                            | Noorderhaven 10                                                     | 53° 13' 13" NB, 6° 33' 38" OL | 0014/102818 | Woonhuis met lijstgevel |
| Woonhuis met lijstgevel                                                                                  | 17e eeuw 18e eeuw (uitbr.) 1850-1900 (verb.) 1979-'82 (verb.)                                                                                          |                                                                                                 | Noorderhaven 12                                                     | 53° 13' 13" NB, 6° 33' 38" OL | 0014/102819 | Woonhuis met lijstgevel |
| Woonhuis met lijstgevel                                                                                  | 1600-1650 18e eeuw (gevel) 19e eeuw (verb.) |                                                                                                 | Noorderhaven 14                                                     | 53° 13' 13" NB, 6° 33' 37" OL | 0014/102820 | Woonhuis met lijstgevel |
| Woonhuis met lijstgevel                                                                                  | middeleeuwen (oorspr.) 19e eeuw (gevel) |                                                                                                 | Noorderhaven 20                                                     | 53° 13' 12" NB, 6° 33' 37" OL | 0014/102821 | Woonhuis met lijstgevel |
| Woonhuis met lijstgevel                                                                                  | 17e eeuw (oorspr.) 19e eeuw (gevel) |                                                                                                 | Noorderhaven 24-24a                                                 | 53° 13' 12" NB, 6° 33' 36" OL | 0014/102822 | Woonhuis met lijstgevel |
| Vm. woonhuis met opslagfunctie (Woonhuis)                                                                | midden 17e eeuw (oorspr.) 1800-1825 (verb.) 1904 (gevel)                                                                                               |                                                                                                 | Noorderhaven 38                                                     | 53° 13' 12" NB, 6° 33' 33" OL | 0014/102825 | Woonhuis Vm. woonhuis met opslagfunctie(Woonhuis)                                                                                             |
| Woonhuis met lijstgevel en topgevel (hoekpand)                                                           | midden 17e eeuw (oorspr.) 19e eeuw (verb.) 1980-1989 (rest.)                                                                                           |                                                                                                 | Noorderhaven 56 Vijfde Drift Noorderhaven 1-1a                      | 53° 13' 10" NB, 6° 33' 30" OL | 0014/106309 | Woonhuis met lijstgevel en topgevel (hoekpand)                                                                                                |
| Bedrijfspand met bovenwoning                                                                             | 14e eeuw (delen achtergevel) 17e eeuw (verb.) 19e eeuw (gevel) 1938 (verb.) 2010 (verb.)                                                               | J.A. Boer (1938)                                                                                | Oosterstraat 1-1f                                                   | 53° 13' 6" NB, 6° 34' 8" OL   | 0014/102843 | Bedrijfspand met bovenwoning |
| Hoekpand met afgeschuinde hoek                                                                           | 1898 (verb.) | A.Th. van Elmpt (1898)                                                                          | Oosterstraat 2-4 Poelestraat 1                                      | 53° 13' 6" NB, 6° 34' 9" OL   | 0014/103087 | Hoekpand met afgeschuinde hoek |
| Vm. woonhuis met lijstgevel (Bedrijfspand)                                                               | middeleeuwen (oorspr.) 16e eeuw (verb.) 1875-1900 (gevel, pui) 1948 (uitbr.) 1984 (verb.)                                                              |                                                                                                 | Oosterstraat 3                                                      | 53° 13' 5" NB, 6° 34' 8" OL   | 0014/102844 | Woonhuis met lijstgevel Vm. woonhuis met lijstgevel(Bedrijfspand)                                                                             |
| Winkelpand met bovenwoning                                                                               | 1850-1900 (delen ouder) 1896 (pui) 1927 (verb.) 1960 (verb.) 1985 (pui)                                                                                | Th. Wildeboer (1960)                                                                            | Oosterstraat 5                                                      | 53° 13' 5" NB, 6° 34' 8" OL   | 0014/102845 | Winkelpand met bovenwoning |
| Vm. woonhuis met lijstgevel en mezzanino (Winkelpand met woonruimte)                                     | vroege 15e eeuw (oorspr.) ca. 1850 (gevel) 1977 (verb.)                                                                                                |                                                                                                 | Oosterstraat 6                                                      | 53° 13' 5" NB, 6° 34' 9" OL   | 0014/102869 | Woonhuis met lijstgevel en mezzanino Vm. woonhuis met lijstgevel en mezzanino(Winkelpand met woonruimte)                                      |
| Vm. woonhuis met lijstgevel en mezzanino (Bedrijfspand met woonruimte)                                   | 14e of 15e eeuw (oorspr.) verm. 1775-1825 (gevel) 1926 (pui) 1930 (herb. achterhuis)                                                                   |                                                                                                 | Oosterstraat 8                                                      | 53° 13' 5" NB, 6° 34' 10" OL  | 0014/102870 | Woonhuis met lijstgevel en mezzanino Vm. woonhuis met lijstgevel en mezzanino(Bedrijfspand met woonruimte)                                    |
| Vm. woonhuis met lijstgevel en mezzanino (Winkelpand)                                                    | mog. 16e eeuw (voorhuis) mog. 18e eeuw (achterhuis) |                                                                                                 | Oosterstraat 10-10a                                                 | 53° 13' 5" NB, 6° 34' 10" OL  | 0014/102871 | Woonhuis met lijstgevel en mezzanino Vm. woonhuis met lijstgevel en mezzanino(Winkelpand)                                                     |
| Vm. woonhuis met lijstgevel en mezzanino (Winkelpand)                                                    | mog. 16e eeuw (voorhuis) 1850-1900 (gevel) 1901 (portiek) 1924 (pui)                                                                                   |                                                                                                 | Oosterstraat 16                                                     | 53° 13' 4" NB, 6° 34' 10" OL  | 0014/102873 | Woonhuis met lijstgevel en mezzanino Vm. woonhuis met lijstgevel en mezzanino(Winkelpand)                                                     |
| Winkel met bovenwoning in eclectische stijl                                                              | ca. 1895 (voorhuis) |                                                                                                 | Oosterstraat 18-18a                                                 | 53° 13' 4" NB, 6° 34' 11" OL  | 0014/102874 | Winkel met bovenwoning in eclectische stijl                                                                                                   |
| Vm. woonhuis met lijstgevel (Bedrijfspand met bovenwoning)                                               | mog. 16e eeuw 1910 (verb./gevel) |                                                                                                 | Oosterstraat 20-20a                                                 | 53° 13' 4" NB, 6° 34' 10" OL  | 0014/106310 | Woonhuis met lijstgevel Vm. woonhuis met lijstgevel(Bedrijfspand met bovenwoning)                                                             |
| Vm. woonhuis met lijstgevel en mezzanino (Winkelpand)                                                    | 16e eeuw (oorspr.) ca. 1935 (pui) |                                                                                                 | Oosterstraat 25-25a                                                 | 53° 13' 3" NB, 6° 34' 9" OL   | 0014/102851 | Woonhuis met lijstgevel en mezzanino Vm. woonhuis met lijstgevel en mezzanino(Winkelpand)                                                     |
| Vm. pakhuis De Nijverheid / Fa. Lieftinck (Appartementen)                                                | 1893 2006-'07 (verb./rest.) | J.P. Hazeu                                                                                      | Oosterstraat 25/2                                                   | 53° 13' 2" NB, 6° 34' 8" OL   | 0014/102852 | Pakhuis Vm. pakhuis De Nijverheid / Fa. Lieftinck(Appartementen)                                                                              |
| Vm. woonhuis met lijstgevel en mezzanino (Bedrijfspand met bovenwoning)                                  | mog. 15e eeuw (voorhuis) mog. 1575-1625 (achterhuis) 1800-1825 (gevel)                                                                                 |                                                                                                 | Oosterstraat 26-26a                                                 | 53° 13' 3" NB, 6° 34' 11" OL  | 0014/102875 | Woonhuis met lijstgevel en mezzanino Vm. woonhuis met lijstgevel en mezzanino(Bedrijfspand met bovenwoning)                                   |
| Vm. woonhuis met lijstgevel en mezzanino (Horeca met woonruimte)                                         | mog. 15e/16e eeuw (voorhuis) 1850-1900 (achterhuis) 1948 (verb./pui)                                                                                   |                                                                                                 | Oosterstraat 30 Papengang 8a                                        | 53° 13' 3" NB, 6° 34' 11" OL  | 0014/102877 | Woonhuis met lijstgevel en mezzanino Vm. woonhuis met lijstgevel en mezzanino(Horeca met woonruimte)                                          |
| Vm. woonhuis met lijstgevel (Winkelpand met Jugendstilpui)                                               | mog. 15e/vroege 16e eeuw (voorhuis) 1850-1900 (achterhuis) 1911 (pui) 1932 (verb.)                                                                     | A.Th. van Elmpt (1911) G.A. Heldoorn (1932)                                                     | Oosterstraat 32-34 Papengang 2                                      | 53° 13' 3" NB, 6° 34' 12" OL  | 0014/102878 | Woonhuis met lijstgevel Vm. woonhuis met lijstgevel(Winkelpand met Jugendstilpui)                                                             |
| Vm. woonhuis met lijstgevel (Sappenhuis) (Bedrijfspand met kamerverhuur)                                 | mog. 15e eeuw (kern voorhuis) 16e eeuw (achterhuis) 1912 (verb./gevel) 1923 (uitbr.)                                                                   | P. van de Wint (1923)                                                                           | Oosterstraat 36-36a                                                 | 53° 13' 3" NB, 6° 34' 12" OL  | 0014/106311 | Woonhuis met lijstgevels Vm. woonhuis met lijstgevel (Sappenhuis)(Bedrijfspand met kamerverhuur)                                              |
| Vm. woonhuis met lijstgevel en mezzanino (Bedrijfspand met woonruimte)                                   | 15e eeuw (voorhuis) 18e/19e eeuw (achterhuis) 19e eeuw (gevel) 1937 (verb.)                                                                            | Joh. Prummel (1937)                                                                             | Oosterstraat 41-41b                                                 | 53° 13' 1" NB, 6° 34' 11" OL  | 0014/102858 | Woonhuis met lijstgevel en mezzanino Vm. woonhuis met lijstgevel en mezzanino(Bedrijfspand met woonruimte)                                    |
| Vm. woonhuis met lijstgevel en mezzanino (Bedrijfspand)                                                  | mog. vroege 14e eeuw (voorhuis) 17e eeuw (achterhuis 1) 17e/18e eeuw (achterhuis 2) late 19e eeuw (gevel)                                              |                                                                                                 | Oosterstraat 42                                                     | 53° 13' 2" NB, 6° 34' 12" OL  | 0014/102881 | Woonhuis met lijstgevel en mezzanino Vm. woonhuis met lijstgevel en mezzanino(Bedrijfspand)                                                   |
| Vm. woonhuis met tuitgevel (Winkel met bovenwoning)                                                      | mog. 1450-1525 (voorhuis) 18e eeuw of ouder (achterhuis) 1750-1825 (gevel) 1850-1900 (verb.)                                                           |                                                                                                 | Oosterstraat 43-43a                                                 | 53° 13' 1" NB, 6° 34' 11" OL  | 0014/102859 | Woonhuis met tuitgevel Vm. woonhuis met tuitgevel(Winkel met bovenwoning)                                                                     |
| Vm. woonhuis met lijstgevel (Bedrijfspand)                                                               | 17e eeuw 1850-1875 (gevel) 1910 (verb.) 1939 (puien)                                                                                                   | Feberwee & Klein (1939)                                                                         | Oosterstraat 55                                                     | 53° 12' 60" NB, 6° 34' 12" OL | 0014/102863 | Meer afbeeldingen |
| Winkelpand met bovenwoning in ambachtelijk-traditionele stijl (Van der Ley)                              | ca. 1860 1909 (pui) |                                                                                                 | Oosterstraat 61                                                     | 53° 12' 59" NB, 6° 34' 14" OL | 0014/102864 | Winkelpand met bovenwoning in ambachtelijk-traditionele stijl(Van der Ley)                                                                    |
| Vm. woonhuis in eclectische stijl (Bedrijfspand)                                                         | 13e eeuw (oorspr.) ca. 1870 (gevel) |                                                                                                 | Oosterstraat 65                                                     | 53° 12' 59" NB, 6° 34' 14" OL | 0014/102865 | Woonhuis in eclectische stijl Vm. woonhuis in eclectische stijl(Bedrijfspand)                                                                 |
| Vm. herenhuis in ambachtelijk-traditionele stijl (Bedrijfspand) (vh. De Bron)                            | 15e/16e eeuw (oorspr.) ca. 1870 (verb.) 1927 (pui) |                                                                                                 | Oosterstraat 67-67e                                                 | 53° 12' 58" NB, 6° 34' 14" OL | 0014/102866 | Herenhuis in ambachtelijk-traditionele stijl Vm. herenhuis in ambachtelijk-traditionele stijl(Bedrijfspand) (vh. De Bron)                     |
| Vm. woonhuis met lijstgevel (Bedrijfspand)                                                               | 16e/17e eeuw (oorspr.) 1850-1900 (gevel) 1915 (verb)                                                                                                   |                                                                                                 | Oude Boteringestraat 1-1/1                                          | 53° 13' 8" NB, 6° 33' 55" OL  | 0014/102892 | Woonhuis Vm. woonhuis met lijstgevel(Bedrijfspand)                                                                                            |
| Vm. woonhuis in neorenaissancestijl (Winkelpand met woonruimte)                                          | 1891 |                                                                                                 | Oude Boteringestraat 2 Zwanestraat 1                                | 53° 13' 7" NB, 6° 33' 54" OL  | 0014/102916 | Woonhuis in neorenaissancestijl Vm. woonhuis in neorenaissancestijl(Winkelpand met woonruimte)                                                |
| Vm. kapperszaak met woningen (Bedrijfspand met bovenwoning)                                              | 1902 1927 (verb.) | K.R. Bolthuis Kuiler & Drewes (1927)                                                            | Oude Boteringestraat 3-3a                                           | 53° 13' 8" NB, 6° 33' 55" OL  | 0014/102893 | Kapperszaak Vm. kapperszaak met woningen(Bedrijfspand met bovenwoning)                                                                        |
| Winkelpand met bovenwoning in neorenaissancestijl                                                        | 1912 | G. Hoekzema                                                                                     | Oude Boteringestraat 4                                              | 53° 13' 7" NB, 6° 33' 54" OL  | 0014/102917 | Winkelpand met bovenwoning in neorenaissancestijl                                                                                             |
| Vm. woonhuis met lijstgevel en mezzanino (Bedrijfspand)                                                  | waarsch. midden 17e eeuw 1924 (pui) |                                                                                                 | Oude Boteringestraat 5                                              | 53° 13' 8" NB, 6° 33' 54" OL  | 0014/102894 | Woonhuis met lijstgevel en mezzanino Vm. woonhuis met lijstgevel en mezzanino(Bedrijfspand)                                                   |
| Vm. woonhuis met lijstgevel en mezzanino (Winkelpand met bovenwoning)                                    | verm. 15e eeuw (oorspr.) 1875-1900 (gevel) 1894 (pui)                                                                                                  |                                                                                                 | Oude Boteringestraat 7-7a                                           | 53° 13' 8" NB, 6° 33' 54" OL  | 0014/103804 | Woonhuis met lijstgevel en mezzanino Vm. woonhuis met lijstgevel en mezzanino(Winkelpand met bovenwoning)                                     |
| Vm. Spaarbank Sint-Maarten (Bedrijfspand)                                                                | 1967-'68 | C.H. Bekink                                                                                     | Oude Boteringestraat 13 Rode Weeshuisstraat 12                      | 53° 13' 9" NB, 6° 33' 54" OL  | 0014/104405 | Spaarbank Sint-Maarten Vm. Spaarbank Sint-Maarten(Bedrijfspand)                                                                               |
| Vm. kantoor gemeente-ontvanger (Bedrijfspand)                                                            | 1913 | J.A. Mulock Houwer                                                                              | Oude Boteringestraat 19                                             | 53° 13' 10" NB, 6° 33' 53" OL | 0014/102895 | Meer afbeeldingen |
| Vm. winkelpand in eclectische stijl met neogotische en neorenaissance-elementen (Horeca)                 | 1918-'20 | Joh. Prummel                                                                                    | Oude Boteringestraat 26                                             | 53° 13' 10" NB, 6° 33' 51" OL | 0014/102924 | Winkelpand in eclectische stijl Vm. winkelpand in eclectische stijl met neogotische en neorenaissance-elementen(Horeca)                       |
| Diaconie van de Doopsgezinde kerk                                                                        | 1898 |                                                                                                 | Oude Boteringestraat 31                                             | 53° 13' 11" NB, 6° 33' 51" OL | 0014/102899 | Diaconie van de Doopsgezinde kerk |
| Vm. herenhuis met lijstgevel (Onderdeel universiteit)                                                    | 14e-15e eeuw 18e eeuw (verb.) ca. 1850 (gevel) |                                                                                                 | Oude Boteringestraat 32                                             | 53° 13' 10" NB, 6° 33' 50" OL | 0014/102927 | Herenhuis met lijstgevel Vm. herenhuis met lijstgevel(Onderdeel universiteit)                                                                 |
| Kosterij van de Doopsgezinde kerk                                                                        | ca. 1900 (gevel) |                                                                                                 | Oude Boteringestraat 35                                             | 53° 13' 12" NB, 6° 33' 51" OL | 0014/103791 | Kosterij van de Doopsgezinde kerk |
| Vm. woonhuis met lijstgevel (Winkel-woonhuis)                                                            | 16e/vroege 17e eeuw, mog. eind 15e eeuw (oorspr.) |                                                                                                 | Oude Boteringestraat 41-41a                                         | 53° 13' 12" NB, 6° 33' 50" OL | 0014/106312 | Woonhuis met lijstgevel Vm. woonhuis met lijstgevel(Winkel-woonhuis)                                                                          |
| Vm. winkel met bovenwoning in de stijl van de Amsterdamse School                                         | 1932 | Joh. Prummel                                                                                    | Oude Boteringestraat 47 Butjesstraat 12-12a                         | 53° 13' 13" NB, 6° 33' 50" OL | 0014/102904 | Winkel met bovenwoning Vm. winkel met bovenwoning in de stijl van de Amsterdamse School                                                       |
| Vm. woonhuis met lijstgevel (Horeca met woonruimte)                                                      | eind 15e of 16e eeuw (oorspr.) 1893 (gevel) 1934 (pui)                                                                                                 |                                                                                                 | Oude Boteringestraat 51                                             | 53° 13' 13" NB, 6° 33' 50" OL | 0014/102906 | Woonhuis met lijstgevel Vm. woonhuis met lijstgevel(Horeca met woonruimte)                                                                    |
| Vm. woonhuis met lijstgevel en mezzanino (Horeca met woonruimte)                                         | 16e eeuw of ouder (kern) mog. 18e eeuw (verb.) eind 19e eeuw (verb.) 1928 (verb.)                                                                      | C. Laffra (1928)                                                                                | Oude Boteringestraat 53-53/1                                        | 53° 13' 13" NB, 6° 33' 49" OL | 0014/102907 | Woonhuis met lijstgevel en mezzanino Vm. woonhuis met lijstgevel en mezzanino(Horeca met woonruimte)                                          |
| Winkelwoonhuis in eclectische stijl                                                                      | ca. 1860 |                                                                                                 | Oude Boteringestraat 54-54/2                                        | 53° 13' 14" NB, 6° 33' 48" OL | 0014/102936 | Winkelwoonhuis in eclectische stijl |
| Complex vm. woon- en achterhuizen (Horeca met woonruimte)                                                | mog. 14e/15e eeuw (voorhuis) 16e/19e eeuw (achterhuizen) ca. 1984-1986 (rest.)                                                                         |                                                                                                 | Oude Boteringestraat 57-57 d 2 Pausgang 4-6e                        | 53° 13' 14" NB, 6° 33' 49" OL | 0014/102908 | Complex woon- en achterhuizen Complex vm. woon- en achterhuizen(Horeca met woonruimte)                                                        |
| Vm. woonhuis met lijstgevel en mezzanino (Kantoor)                                                       | 17e eeuw of ouder (oorspr.) 19e eeuw (gevel) ca. 1932 (verb.)                                                                                          |                                                                                                 | Oude Boteringestraat 58-58b                                         | 53° 13' 14" NB, 6° 33' 48" OL | 0014/102937 | Woonhuis met lijstgevel en mezzanino Vm. woonhuis met lijstgevel en mezzanino(Kantoor)                                                        |
| Vm. woonhuis met gevel in Interbellumstijl (Kantoor)                                                     | 16e eeuw (casco) 1933 (gevel) | Nijhuis & Reker (1933)                                                                          | Oude Boteringestraat 60-60a                                         | 53° 13' 14" NB, 6° 33' 47" OL | 0014/106313 | Woonhuis Vm. woonhuis met gevel in Interbellumstijl(Kantoor)                                                                                  |
| Vm. woonhuis met lijstgevel (Bedrijfspand met woonruimte)                                                | 16e of vroege 17e eeuw (voorhuis) 1875 (gevel) |                                                                                                 | Oude Boteringestraat 66 Muurstraat 2                                | 53° 13' 15" NB, 6° 33' 47" OL | 0014/102939 | Woonhuis met lijstgevel Vm. woonhuis met lijstgevel(Bedrijfspand met woonruimte)                                                              |
| Bedrijfspand met woning, winkel en kantoor                                                               | 1952-'53 | H.J. van Wissen                                                                                 | Oude Ebbingestraat 20 Rode Weeshuisstraat 1-5                       | 53° 13' 11" NB, 6° 33' 59" OL | 0014/104503 | Bedrijfspand met woning, winkel en kantoor |
| Vm. gebouw van de Maatschappij tot Nut van het Algemeen (Bedrijfspand)                                   | 1889 1920 (verb.) |                                                                                                 | Oude Ebbingestraat 25-35                                            | 53° 13' 13" NB, 6° 34' 1" OL  | 0014/102944 | Gebouw van de Maatschappij tot Nut van het Algemeen Vm. gebouw van de Maatschappij tot Nut van het Algemeen(Bedrijfspand)                     |
| Bedrijfspand met magazijn en bovenwoning                                                                 | 1957-'58 | F. Klein                                                                                        | Oude Ebbingestraat 28-28a                                           | 53° 13' 12" NB, 6° 33' 59" OL | 0014/104386 | Bedrijfspand met magazijn en bovenwoning |
| Winkelwoningcomplex (vm. Gremi)                                                                          | 1954 | P. Bugel Th. Wildeboer i.s.m. C.H. Bekink                                                       | Oude Ebbingestraat 32-32/1                                          | 53° 13' 13" NB, 6° 33' 59" OL | 0014/104385 | Winkelwoningcomplex (vm. Gremi) |
| Vm. woonhuis met lijstgevel en mezzanino (Winkelpand met woonruimte)                                     | 16e eeuw (oorspr.) ca. 1850 (gevel) |                                                                                                 | Oude Ebbingestraat 42                                               | 53° 13' 14" NB, 6° 33' 58" OL | 0014/102961 | Woonhuis met lijstgevel en mezzanino Vm. woonhuis met lijstgevel en mezzanino(Winkelpand met woonruimte)                                      |
| Vm. woonhuis met lijstgevel en mezzanino (Winkelpand met woonruimte)                                     | 16e eeuw (oorspr.) ca. 1850 (gevel) |                                                                                                 | Oude Ebbingestraat 44                                               | 53° 13' 14" NB, 6° 33' 58" OL | 0014/102962 | Woonhuis met lijstgevel en mezzanino Vm. woonhuis met lijstgevel en mezzanino(Winkelpand met woonruimte)                                      |
| Vm. woonhuis met lijstgevel en mezzanino (Winkelpand met woonruimte)                                     | 16e eeuw (oorspr.) ca. 1850 (gevel) |                                                                                                 | Oude Ebbingestraat 46                                               | 53° 13' 14" NB, 6° 33' 57" OL | 0014/102963 | Woonhuis met lijstgevel en mezzanino Vm. woonhuis met lijstgevel en mezzanino(Winkelpand met woonruimte)                                      |
| Vm. woonhuis in art-nouveaustijl (Horeca)                                                                | 1905 | P.M.A. Huurman                                                                                  | Oude Ebbingestraat 47                                               | 53° 13' 14" NB, 6° 33' 59" OL | 0014/102946 | Woonhuis in Art Nouveau-stijl Vm. woonhuis in art-nouveaustijl(Horeca)                                                                        |
| Vm. woonhuis met lijstgevel en mezzanino (Bedrijfspand)                                                  | 16e eeuw (oorspr.) ca. 1850 (gevel) |                                                                                                 | Oude Ebbingestraat 48                                               | 53° 13' 14" NB, 6° 33' 57" OL | 0014/102964 | Woonhuis met lijstgevel en mezzanino Vm. woonhuis met lijstgevel en mezzanino(Bedrijfspand)                                                   |
| Vm. woonhuis met lijstgevel en mezzanino (Winkelpand met woonruimte)                                     | 16e eeuw (oorspr.) ca. 1850 (gevel) |                                                                                                 | Oude Ebbingestraat 50 Butjesstraat 2                                | 53° 13' 15" NB, 6° 33' 57" OL | 0014/102965 | Woonhuis met lijstgevel en mezzanino Vm. woonhuis met lijstgevel en mezzanino(Winkelpand met woonruimte)                                      |
| Vm. woonhuis met lijstgevel en mezzanino (Winkelpand met woonruimte)                                     | ca. 1880 |                                                                                                 | Oude Ebbingestraat 56                                               | 53° 13' 15" NB, 6° 33' 57" OL | 0014/102967 | Woonhuis met lijstgevel en mezzanino Vm. woonhuis met lijstgevel en mezzanino(Winkelpand met woonruimte)                                      |
| Vm. woonhuis met lijstgevel en mezzanino (Winkelpand met woonruimte)                                     | ca. 1870 |                                                                                                 | Oude Ebbingestraat 58                                               | 53° 13' 15" NB, 6° 33' 57" OL | 0014/102968 | Woonhuis met lijstgevel en mezzanino Vm. woonhuis met lijstgevel en mezzanino(Winkelpand met woonruimte)                                      |
| Winkelpand met bovenwoning in art-nouveaustijl                                                           | 1905 | P.M.A. Huurman                                                                                  | Oude Ebbingestraat 59                                               | 53° 13' 15" NB, 6° 33' 59" OL | 0014/102948 | Winkelpand met bovenwoning in art-nouveaustijl                                                                                                |
| Vm. woonhuis met lijstgevel en mezzanino (Winkelpand met woonruimte)                                     | ca. 1880 |                                                                                                 | Oude Ebbingestraat 60                                               | 53° 13' 16" NB, 6° 33' 57" OL | 0014/102969 | Woonhuis met lijstgevel en mezzanino Vm. woonhuis met lijstgevel en mezzanino(Winkelpand met woonruimte)                                      |
| Vm. woonhuis met lijstgevel en mezzanino (Winkelpand met woonruimte)                                     | ca. 1875 |                                                                                                 | Oude Ebbingestraat 62                                               | 53° 13' 16" NB, 6° 33' 56" OL | 0014/102970 | Woonhuis met lijstgevel en mezzanino Vm. woonhuis met lijstgevel en mezzanino(Winkelpand met woonruimte)                                      |
| Vm. woonhuis met topgevel (Winkelpand met woonruimte)                                                    | 16e eeuw (oorspr.) 1875-1900 (gevel) |                                                                                                 | Oude Ebbingestraat 64                                               | 53° 13' 16" NB, 6° 33' 56" OL | 0014/102971 | Woonhuis met topgevel Vm. woonhuis met topgevel(Winkelpand met woonruimte)                                                                    |
| Vm. woonhuis met lijstgevel (Bedrijfspand met woonruimte)                                                | 16e eeuw of ouder (oorspr.) 17e eeuw (gevel) 1904 (puien)                                                                                              |                                                                                                 | Oude Ebbingestraat 66-66a                                           | 53° 13' 16" NB, 6° 33' 56" OL | 0014/102972 | Woonhuis Vm. woonhuis met lijstgevel(Bedrijfspand met woonruimte)                                                                             |
| Vm. woonhuis met lijstgevel en mezzanino (Bedrijfspand)                                                  | verm. 16e eeuw (voorhuis) 1650-1700 (achterhuizen) |                                                                                                 | Oude Ebbingestraat 68                                               | 53° 13' 16" NB, 6° 33' 56" OL | 0014/102981 | Woonhuis met lijstgevel en mezzanino Vm. woonhuis met lijstgevel en mezzanino(Bedrijfspand)                                                   |
| Winkelpand met bovenwoningen in eclectische stijl met neoklassieke elementen                             | ca. 1885 |                                                                                                 | Oude Ebbingestraat 71-71a                                           | 53° 13' 17" NB, 6° 33' 57" OL | 0014/102952 | Winkelpand met bovenwoningen in eclectische stijl met neoklassieke elementen                                                                  |
| Vm. woonhuis met lijstgevel en mezzanino (Bedrijfspand met woonruimte)                                   | verm. 16e/17e eeuw 1875-1900 (gevel) |                                                                                                 | Oude Ebbingestraat 72                                               | 53° 13' 17" NB, 6° 33' 56" OL | 0014/102974 | Woonhuis met lijstgevel en mezzanino Vm. woonhuis met lijstgevel en mezzanino(Bedrijfspand met woonruimte)                                    |
| Vm. woonhuis met lijstgevel en mezzanino (Bedrijfspand met appartementen)                                | mog. 15e/vroege 16e eeuw (oorspr.) 1855-1900 (gevel)                                                                                                   |                                                                                                 | Oude Ebbingestraat 74 Hardewikerstraat 2-2d                         | 53° 13' 17" NB, 6° 33' 56" OL | 0014/102975 | Woonhuis met lijstgevel en mezzanino Vm. woonhuis met lijstgevel en mezzanino(Bedrijfspand met appartementen)                                 |
| Vm. woonhuis in eclectische stijl met art-nouveau-pui (Winkelpand)                                       | ca. 1880 1903 (pui) |                                                                                                 | Oude Ebbingestraat 76 Hardewikerstraat 1                            | 53° 13' 17" NB, 6° 33' 56" OL | 0014/102976 | Woonhuis in eclectische stijl Vm. woonhuis in eclectische stijl met art-nouveau-pui(Winkelpand)                                               |
| Vm. woonhuis met lijstgevel (Dubbel winkelpand)                                                          | 1575-1600 (oorspr.) |                                                                                                 | Oude Ebbingestraat 78-80                                            | 53° 13' 18" NB, 6° 33' 56" OL | 0014/102977 | Woonhuis met lijsgevel Vm. woonhuis met lijstgevel(Dubbel winkelpand)                                                                         |
| Bedrijfspand met woonruimte                                                                              | 1929 | G. Hoekzema                                                                                     | Oude Ebbingestraat 86 Spilsluizen 2-4/1                             | 53° 13' 18" NB, 6° 33' 55" OL | 0014/102973 | Bedrijfspand met woonruimte |
| Winkelpand met bovenwoning in art-nouveaustijl                                                           | 1905 | mog. A.Th. van Elmpt                                                                            | Oude Kijk in 't Jatstraat 3                                         | 53° 13' 6" NB, 6° 33' 47" OL  | 0014/102982 | Winkelpand met bovenwoning in art-nouveaustijl                                                                                                |
| Vm. winkelpand met bovenwoning (Bedrijfspand met woonruimte)                                             | ca. 1885 1925 (verb., pui) 1940 (verb.) | H. Rots (1925) Th. Wildeboer & A.J. Overzet (1940)                                              | Oude Kijk in 't Jatstraat 23                                        | 53° 13' 8" NB, 6° 33' 44" OL  | 0014/102987 | Winkelpand met bovenwoning Vm. winkelpand met bovenwoning(Bedrijfspand met woonruimte)                                                        |
| De Harmonie                                                                                              | 1856 (oorspr.) 1889-'90 (verb.) |                                                                                                 | Oude Kijk in 't Jatstraat 26                                        | 53° 13' 9" NB, 6° 33' 41" OL  | 0014/103012 | Meer afbeeldingen |
| Bedrijfspand in neoclassicistische stijl (Redactie Universiteitskrant)                                   | ca. 1860 |                                                                                                 | Oude Kijk in 't Jatstraat 28                                        | 53° 13' 9" NB, 6° 33' 42" OL  | 0014/103013 | Bedrijfspand in neoclassicistische stijl(Redactie Universiteitskrant)                                                                         |
| Vm. woonhuis met lijstgevel en mezzanino (Winkelpand met woonruimte)                                     | late middeleeuwen (oorspr.) 1870 (verb.) 1890 (pui) 1910 (verb.)                                                                                       | P.M.A. Huurman (1910)                                                                           | Oude Kijk in 't Jatstraat 30                                        | 53° 13' 10" NB, 6° 33' 42" OL | 0014/103014 | Woonhuis met lijstgevel en mezzanino Vm. woonhuis met lijstgevel en mezzanino(Winkelpand met woonruimte)                                      |
| Vm. woonhuis (Bedrijfspand met woonruimte)                                                               | eind 19e eeuw (oorspr.) 1935 (verb.) 1950 (verb.) | A.Th. van Elmpt (1935) H.B. Bulder (1950)                                                       | Oude Kijk in 't Jatstraat 36-36/4                                   | 53° 13' 10" NB, 6° 33' 42" OL | 0014/104387 | Woonhuis Vm. woonhuis(Bedrijfspand met woonruimte)                                                                                            |
| Vm. woonhuis in eclectische stijl (Onderdeel universiteit)                                               | 1896 |                                                                                                 | Oude Kijk in 't Jatstraat 41-41a                                    | 53° 13' 11" NB, 6° 33' 43" OL | 0014/102992 | Woonhuis in eclectische stijl Vm. woonhuis in eclectische stijl(Onderdeel universiteit)                                                       |
| Dubbel winkelpand in eclectische stijl                                                                   | 1898 | N.W. Lit                                                                                        | Oude Kijk in 't Jatstraat 43                                        | 53° 13' 11" NB, 6° 33' 42" OL | 0014/102993 | Dubbel winkelpand in eclectische stijl |
| Vm. woonhuis in eclectische stijl (Bedrijfspand met jongere winkelpui)                                   | waarsch. begin 17e eeuw (oorspr.) 1870 (verb.) 1905 (verb. tot winkel) 1928 (verb.) 1958 (verb.)                                                       | K.H. Holthuis (1928) H.J. van Wissen (1958)                                                     | Oude Kijk in 't Jatstraat 52-52d                                    | 53° 13' 12" NB, 6° 33' 41" OL | 0014/103021 | Woonhuis in eclectische stijl Vm. woonhuis in eclectische stijl(Bedrijfspand met jongere winkelpui)                                           |
| Vm. woonhuis met lijstgevel (Winkelpand met woonruimte)                                                  | mog. 1600-1650 (kern) 1850-1900 (gevel) 1976 (verb.)                                                                                                   |                                                                                                 | Oude Kijk in 't Jatstraat 57-57a                                    | 53° 13' 12" NB, 6° 33' 42" OL | 0014/102995 | Woonhuis met lijstgevel Vm. woonhuis met lijstgevel(Winkelpand met woonruimte)                                                                |
| Vm. woonhuis met lijstgevel en mezzanino (Bedrijfspand met woonruimte)                                   | 17e eeuw (oorspr.) 1850-1900 (gevel) 1903 (verb. tot winkel) 1926 (verb.)                                                                              | Nijhuis & Reker (1926)                                                                          | Oude Kijk in 't Jatstraat 58                                        | 53° 13' 13" NB, 6° 33' 40" OL | 0014/103023 | Woonhuis met lijstgevel en mezzanino Vm. woonhuis met lijstgevel en mezzanino(Bedrijfspand met woonruimte)                                    |
| Vm. woonhuis met lijstgevel en mezzanino (Winkelpand met woonruimte)                                     | 16e/17e eeuw 1850-1900 (gevel) eind 19e eeuw (pui) 1936 (verb. pui)                                                                                    | Kuiler & Drewes (1936)                                                                          | Oude Kijk in 't Jatstraat 59-59a                                    | 53° 13' 12" NB, 6° 33' 42" OL | 0014/102996 | Woonhuis met lijstgevel en mezzanino Vm. woonhuis met lijstgevel en mezzanino(Winkelpand met woonruimte)                                      |
| Vm. woonhuis met lijstgevel en mezzanino (Winkelpand met woonruimte)                                     | ca. 1600 (kern) waarsch. 1875-1900 (verb.) 1891 (verb.)                                                                                                |                                                                                                 | Oude Kijk in 't Jatstraat 65                                        | 53° 13' 13" NB, 6° 33' 41" OL | 0014/102997 | Woonhuis met lijstgevel en mezzanino Vm. woonhuis met lijstgevel en mezzanino(Winkelpand met woonruimte)                                      |
| Vm. woonhuis met lijstgevel en mezzanino (hoekpand) (Bedrijfspand met woonruimte)                        | ca. 1630-1640 midden 19e eeuw (verb.) 1904 (pui) 1999-2000 (verb.)                                                                                     |                                                                                                 | Oude Kijk in 't Jatstraat 66 Noorderhaven 2                         | 53° 13' 13" NB, 6° 33' 39" OL | 0014/103024 | Woonhuis met lijstgevel en mezzanino Vm. woonhuis met lijstgevel en mezzanino (hoekpand)(Bedrijfspand met woonruimte)                         |
| Kijk in 't Jatbrug                                                                                       | 1949-'52 | Dienst Gemeentewerken Willem Valk (beeldhouwwerk)                                               | Oude Kijk in 't Jatstraat Nieuwe Kijk in 't Jatstraat               | 53° 13' 15" NB, 6° 33' 39" OL | 0014/104527 | Meer afbeeldingen |
| Woonhuis met lijstgevel en mezzanino                                                                     | 1600-1650 1850-1900 (gevel) 1978-'79 (renov.) |                                                                                                 | Pelsterstraat 12                                                    | 53° 13' 0" NB, 6° 33' 60" OL  | 0014/103042 | Woonhuis met lijstgevel en mezzanino |
| Bedrijfspand met bovenwoning in de stijl van de Nieuwe Zakelijkheid                                      | 1936 | Job Hansen                                                                                      | Pelsterstraat 28-30b                                                | 53° 12' 58" NB, 6° 34' 1" OL  | 0014/103046 | Bedrijfspand met bovenwoning in de stijl van de Nieuwe Zakelijkheid                                                                           |
| Twee vm. eenlaagse woonhuizen (Bedrijfspand)                                                             | 1800-1850 1920-1930 (samenv.) |                                                                                                 | Pelsterstraat 60                                                    | 53° 12' 55" NB, 6° 34' 4" OL  | 0014/103050 | Woonhuis Twee vm. eenlaagse woonhuizen(Bedrijfspand)                                                                                          |
| Dubbel bedrijfspand met bovenwoningen                                                                    | voor 1901 1971 (verb. tot horeca/woonruimte) |                                                                                                 | Peperstraat 7-7a                                                    | 53° 13' 5" NB, 6° 34' 14" OL  | 0014/103052 | Dubbel bedrijfspand met bovenwoningen |
| Winkelpand met bovenwoning in neoclassicistische stijl                                                   | ca. 1880 |                                                                                                 | Peperstraat 18-18c                                                  | 53° 13' 3" NB, 6° 34' 16" OL  | 0014/103071 | Winkelpand met bovenwoning in neoclassicistische stijl                                                                                        |
| Hoekpand met mezzanino en dwarsgeplaatst schilddak                                                       | voor 1830 1882 (verb.) 1895 (gevel) |                                                                                                 | Peperstraat 23 Papengang 9                                          | 53° 13' 3" NB, 6° 34' 15" OL  | 0014/103059 | Hoekpand met mezzanino en dwarsgeplaatst schilddak                                                                                            |
| Bedrijfspand met bovenwoning                                                                             | 1898 1934 (pui) | G. Nijhuis & Reker (1934)                                                                       | Poelestraat 3-3a                                                    | 53° 13' 6" NB, 6° 34' 10" OL  | 0014/103088 | Bedrijfspand met bovenwoning |
| Vm. woonhuis met lijstgevel (Bedrijfspand met pui in art-nouveaustijl)                                   | ca. 1880 1903 (pui) | P.M.A. Huurman (1903)                                                                           | Poelestraat 5-5a                                                    | 53° 13' 6" NB, 6° 34' 10" OL  | 0014/103089 | Woonhuis met lijstgevel Vm. woonhuis met lijstgevel(Bedrijfspand met pui in art-nouveaustijl)                                                 |
| Vm. woonhuis met lijstgevel en mezzanino (Bedrijfspand met woonruimte)                                   | mog. 14e eeuw (oorspr.) 1775-1825 (gevel) eind 19e eeuw (uitbr.) 1937 (verb./pui)                                                                      |                                                                                                 | Poelestraat 9-9a                                                    | 53° 13' 6" NB, 6° 34' 11" OL  | 0014/106314 | Woonhuis met lijstgevel en mezzanino Vm. woonhuis met lijstgevel en mezzanino(Bedrijfspand met woonruimte)                                    |
| Vm. winkelwoonhuis (IJssalon)                                                                            | 15e/16e eeuw (mog. ouder) (oorspr.) 18e eeuw (verb.) 1910 (verb./pui) 1977 (verb.)                                                                     |                                                                                                 | Poelestraat 10                                                      | 53° 13' 6" NB, 6° 34' 9" OL   | 0014/106315 | Meer afbeeldingen |
| Vm. woonhuis met lijstgevel en mezzanino (Bedrijfspand met woonruimte)                                   | verm. 16e eeuw (kern voorhuis) verm. 1575-1625 (kern achterhuis)j 1850-1900 (gevel) 1909 (verb.)                                                       | K. en G. Hoekzema (1909)                                                                        | Poelestraat 19-19a                                                  | 53° 13' 6" NB, 6° 34' 13" OL  | 0014/103092 | Woonhuis met lijstgevel en mezzanino Vm. woonhuis met lijstgevel en mezzanino(Bedrijfspand met woonruimte)                                    |
| Vm. woonhuis met lijstgevel en mezzanino (Bedrijfspand met woonruimte)                                   | 16e eeuw 18e eeuw (gevel) 1924 (verb.) 1936 (verb./pui)                                                                                                | J. Wibbelink (1924)                                                                             | Poelestraat 24-24c                                                  | 53° 13' 6" NB, 6° 34' 13" OL  | 0014/103112 | Woonhuis met lijstgevel en mezzanino Vm. woonhuis met lijstgevel en mezzanino(Bedrijfspand met woonruimte)                                    |
| Vm. woonhuis met lijstgevel (Horeca)                                                                     | 16e eeuw (voorhuis) 17e eeuw (achterhuis) 19e eeuw (gevel)                                                                                             |                                                                                                 | Poelestraat 25-25a Peperstraat 2                                    | 53° 13' 5" NB, 6° 34' 14" OL  | 0014/103095 | Woonhuis met lijstgevel Vm. woonhuis met lijstgevel(Horeca)                                                                                   |
| Vm. woonhuis met lijstgevel en mezzanino (Bedrijfspand met woonruimte)                                   | 16e eeuw (voorhuis) verm. 1650-1700 (achterhuis) 18e eeuw (gevel) 1939 (uitbr.)                                                                        |                                                                                                 | Poelestraat 28-28/1                                                 | 53° 13' 6" NB, 6° 34' 13" OL  | 0014/103113 | Woonhuis met lijstgevel en mezzanino Vm. woonhuis met lijstgevel en mezzanino(Bedrijfspand met woonruimte)                                    |
| Vm. woonhuis / vm. Concerthuis (Bioscoop)                                                                | mog. 14e eeuw (oorspr.) 1805 (gevel) 1924 (verb.) 1967 (verb.) 2001-'02 (verb.)                                                                        |                                                                                                 | Poelestraat 30                                                      | 53° 13' 7" NB, 6° 34' 14" OL  | 0014/103114 | Meer afbeeldingen |
| Bedrijfspand met bovenwoning                                                                             | 1870 (gevel) |                                                                                                 | Poelestraat 33-33a                                                  | 53° 13' 6" NB, 6° 34' 16" OL  | 0014/103098 | Bedrijfspand met bovenwoning |
| Bedrijfspand in classicistische stijl met pui in art-nouveaustijl                                        | ca. 1865 |                                                                                                 | Poelestraat 40-40a                                                  | 53° 13' 6" NB, 6° 34' 17" OL  | 0014/103117 | Bedrijfspand in classicistische stijl met pui in art-nouveaustijl                                                                             |
| Bedrijfspand in de stijl van de Nieuwe Zakelijkheid                                                      | 1936 | Kazemier & Tonkens                                                                              | Poelestraat 41a-41b                                                 | 53° 13' 6" NB, 6° 34' 18" OL  | 0014/103102 | Bedrijfspand in de stijl van de Nieuwe Zakelijkheid                                                                                           |
| Vm. woonhuis (Bedrijfspand met Jugenstilpui en woonruimte)                                               | begin 17e eeuw verm. 1700-1750 (pakhuisje) ca. 1880 (verb./gevel)                                                                                      |                                                                                                 | Poelestraat 44-44a                                                  | 53° 13' 7" NB, 6° 34' 18" OL  | 0014/103118 | Meer afbeeldingen |
| Vm. woonhuis met lijstgevel en mezzanino (Bedrijfspand met woonruimte)                                   | midden 17e eeuw (voorhuis) 1850-1900 (verb./gevel) 1903 (verb./pui)                                                                                    | A.Th. van Elmpt (1903)                                                                          | Poelestraat 45-45/1                                                 | 53° 13' 6" NB, 6° 34' 19" OL  | 0014/103103 | Woonhuis met lijstgevel en mezzanino Vm. woonhuis met lijstgevel en mezzanino(Bedrijfspand met woonruimte)                                    |
| Vm. woonhuis met lijstgevel (Bedrijfspand)                                                               | vroege 16e eeuw (oorspr.) 19e eeuw (verb./gevel) 1957 (verb./uitbr.)                                                                                   | P.L. de Vrieze                                                                                  | Poelestraat 47-47a                                                  | 53° 13' 6" NB, 6° 34' 19" OL  | 0014/103105 | Woonhuis met lijstgevel Vm. woonhuis met lijstgevel(Bedrijfspand)                                                                             |
| Vm. woonhuis met lijstgevel (Onderdeel universiteit)                                                     | ca. 1500 (oorspr.) 1552 (uitbr.) rond 1877 (verb.) 1953 (verb.)                                                                                        |                                                                                                 | Poststraat 6                                                        | 53° 13' 7" NB, 6° 33' 51" OL  | 0014/103125 | Woonhuis met lijstgevel Vm. woonhuis met lijstgevel(Onderdeel universiteit)                                                                   |
| Woonhuis met lijstgevel                                                                                  | ca. 1500 (oorspr.) 1552 (uitbr.) rond 1877 (verb.) 1991 (verb.)                                                                                        |                                                                                                 | Poststraat 8                                                        | 53° 13' 7" NB, 6° 33' 50" OL  | 0014/103126 | Woonhuis met lijstgevel |
| Museumbrug                                                                                               | 1937-'38 | S.J. Bouma (vormg.) Willem Valk (beeldhouwwerk)                                                 | Praediniussingel Westerkade                                         | 53° 12' 53" NB, 6° 33' 34" OL | 0014/103766 | Meer afbeeldingen |
| Dubbel herenhuis                                                                                         | 1892 |                                                                                                 | Praediniussingel 9-11a                                              | 53° 12' 49" NB, 6° 33' 40" OL | 0014/103138 | Dubbel herenhuis |
| Herenhuis in eclectische stijl met neorenaissance-elementen                                              | 1897 | P. Belgraver                                                                                    | Praediniussingel 25                                                 | 53° 12' 50" NB, 6° 33' 38" OL | 0014/103144 | Meer afbeeldingen |
| Bedrijfspand met houten winkelpui                                                                        | |                                                                                                 | Prinsenstraat 8-10                                                  | 53° 12' 53" NB, 6° 34' 10" OL | 0014/103160 | Bedrijfspand met houten winkelpui |
| Magazijn met pakhuis en bovenwoning in verstrakte Amsterdamse School-stijl                               | 1934 | Joh. Prummel                                                                                    | Prinsenstraat 17-19                                                 | 53° 12' 54" NB, 6° 34' 14" OL | 0014/103159 | Magazijn met pakhuis en bovenwoning in verstrakte Amsterdamse School-stijl                                                                    |
| Drielaags pand met plat dak en steile voor- en zijschilden                                               | 1914 |                                                                                                 | Radebinnensingel 36                                                 | 53° 12' 58" NB, 6° 34' 27" OL | 0014/103166 | Drielaags pand met plat dak en steile voor- en zijschilden                                                                                    |
| Winkelwoonhuis                                                                                           | ca. 1895 |                                                                                                 | Rademarkt 7                                                         | 53° 12' 56" NB, 6° 34' 17" OL | 0014/103172 | Winkelwoonhuis |
| Dwarshuis met aanbouw                                                                                    | mog. 17e eeuw late 19e eeuw (gevel) ca. 1915-1920 (pui)                                                                                                |                                                                                                 | Rademarkt 23-23a                                                    | 53° 12' 55" NB, 6° 34' 18" OL | 0014/103173 | Dwarshuis met aanbouw |
| Winkelwoonhuis                                                                                           | ca. 1890 |                                                                                                 | Radesingel 1-1a Verlengde Oosterstraat 2                            | 53° 12' 52" NB, 6° 34' 24" OL | 0014/103429 | Winkelwoonhuis |
| Herenhuis                                                                                                | ca. 1895 |                                                                                                 | Radesingel 3-3a                                                     | 53° 12' 52" NB, 6° 34' 25" OL | 0014/103180 | Herenhuis |
| Herenhuis                                                                                                | ca. 1895 |                                                                                                 | Radesingel 5-5a                                                     | 53° 12' 52" NB, 6° 34' 25" OL | 0014/103926 | Herenhuis |
| Herenhuis in eclectische stijl                                                                           | 1898 2005 (rest.) | W.P. Ros                                                                                        | Radesingel 7                                                        | 53° 12' 52" NB, 6° 34' 25" OL | 0014/103182 | Herenhuis in eclectische stijl |
| Herenhuis in eclectische stijl                                                                           | 1898 | W.P. Ros                                                                                        | Radesingel 9                                                        | 53° 12' 52" NB, 6° 34' 26" OL | 0014/103183 | Herenhuis in eclectische stijl |
| Herenhuis                                                                                                | eind 19e eeuw |                                                                                                 | Radesingel 11-11a                                                   | 53° 12' 52" NB, 6° 34' 26" OL | 0014/103184 | Herenhuis |
| Herenhuis                                                                                                | eind 19e eeuw |                                                                                                 | Radesingel 14-14c                                                   | 53° 12' 55" NB, 6° 34' 27" OL | 0014/103203 | Herenhuis |
| Vm. dubbel herenhuis in eclectische stijl met neorenaissance-elementen (Praktijkruimte resp. woonruimte) | ca. 1890 |                                                                                                 | Radesingel 20-22a                                                   | 53° 12' 55" NB, 6° 34' 28" OL | 0014/103206 | Dubbel herenhuis in eclectische stijl Vm. dubbel herenhuis in eclectische stijl met neorenaissance-elementen(Praktijkruimte resp. woonruimte) |
| Herenhuis                                                                                                | eind 19e eeuw | G. Nijhuis                                                                                      | Radesingel 25-25 22                                                 | 53° 12' 53" NB, 6° 34' 28" OL | 0014/103187 | Herenhuis |
| Appartementencomplex                                                                                     | 1952-'54 | Job Hansen A.J. Overzet                                                                         | Radesingel 41-43                                                    | 53° 12' 56" NB, 6° 34' 31" OL | 0014/104372 | Appartementencomplex Appartementencomplex |
| Vm. dienstgebouw GGD en GGZ (Hotel)                                                                      | 1959-'61 | E. van Linge A. van Linge                                                                       | Radesingel 50                                                       | 53° 12' 57" NB, 6° 34' 30" OL | 0014/104407 | Dienstgebouw Vm. dienstgebouw GGD en GGZ(Hotel)                                                                                               |
| Bedrijfspand met bovenwoning in eclectische stijl met art-nouveau-elementen                              | 1902 |                                                                                                 | Schoolholm 3-3a                                                     | 53° 12' 58" NB, 6° 33' 45" OL | 0014/106528 | Bedrijfspand met bovenwoning in eclectische stijl met art-nouveau-elementen                                                                   |
| Woonhuis met lijstgevel                                                                                  | 15e/16e eeuw (oorspr.) 18e eeuw (verb.) ca. 1870-1880 (verb.) 1934 (verb.)                                                                             | G. Hoekzema (1934)                                                                              | Schoolholm 8-8b                                                     | 53° 12' 58" NB, 6° 33' 47" OL | 0014/103238 | Woonhuis met lijstgevel |
| Vm. Joods bejaardenhuis Beth Zekenim (Studentenhuisvesting)                                              | 1930-'31 2003 (verb.) | Kuiler & Drewes                                                                                 | Schoolholm 26-28                                                    | 53° 12' 55" NB, 6° 33' 51" OL | 0014/103240 | Joods bejaardenhuis Vm. Joods bejaardenhuis Beth Zekenim(Studentenhuisvesting)                                                                |
| Vm. bedrijfspand met woningen (Stichting Huis voor Thuis- en Daklozen)                                   | verm. begin 17e eeuw (oorspr.) |                                                                                                 | Schoolstraat 3-5                                                    | 53° 13' 7" NB, 6° 34' 17" OL  | 0014/103245 | Bedrijfspand Vm. bedrijfspand met woningen(Stichting Huis voor Thuis- en Daklozen)                                                            |
| Woonhuis met lijstgevel onder dwars zadeldak                                                             | 17e eeuw (oorspr.) 1864 (verb.) |                                                                                                 | Schuitendiep 51                                                     | 53° 13' 2" NB, 6° 34' 24" OL  | 0014/103265 | Meer afbeeldingen |
| Vm. Rijks- en Gemeentearchief (Kantoren)                                                                 | 1917-'22 | J.A.W. Vrijman                                                                                  | Sint Jansstraat 2-2m                                                | 53° 13' 11" NB, 6° 34' 13" OL | 0014/103291 | Meer afbeeldingen |
| Gebouw van de Dienst der indirecte belastingen                                                           | 1916 | J.A. Mulock Houwer                                                                              | Sint Walburgstraat 9                                                | 53° 13' 16" NB, 6° 34' 6" OL  | 0014/103296 | Gebouw van de Dienst der indirecte belastingen Gebouw van de Dienst der indirecte belastingen                                                 |
| Rechterhelft dubbel pand (samen met nr. 5)                                                               | ca. 1895 |                                                                                                 | Stationsstraat 3                                                    | 53° 12' 52" NB, 6° 33' 45" OL | 0014/103318 | Rechterhelft dubbel pand (samen met nr. 5) |
| Woonhuis in neoclassicistische stijl                                                                     | 1882 | W. van der Heide                                                                                | Stationsstraat 4                                                    | 53° 12' 52" NB, 6° 33' 46" OL | 0014/103319 | Woonhuis in neoclassicistische stijl |
| Linkerhelft dubbel pand (samen met nr. 3)                                                                | ca. 1895 |                                                                                                 | Stationsstraat 5                                                    | 53° 12' 52" NB, 6° 33' 45" OL | 0014/108651 | Linkerhelft dubbel pand (samen met nr. 3) |
| Winkelpand met bovenwoning in ambachtelijk-traditionele stijl                                            | ca. 1880 |                                                                                                 | Steentilstraat 7                                                    | 53° 12' 58" NB, 6° 34' 19" OL | 0014/103324 | Winkelpand met bovenwoning in ambachtelijk-traditionele stijl                                                                                 |
| Winkelpand met bovenwoning in Overgangsstijl                                                             | 1902 | H.J.L. Walker                                                                                   | Steentilstraat 8 Ged. Kattendiep 1                                  | 53° 12' 58" NB, 6° 34' 18" OL | 0014/103333 | Winkelpand met bovenwoning in Overgangsstijl                                                                                                  |
| Vm. woonhuis met lijstgevel en mezzanino (Bedrijfspand met woonruimte)                                   | verm. 17e eeuw (voorhuis) 1850-1875 (verb.) 1930-1939 (pui)                                                                                            |                                                                                                 | Steentilstraat 11-11a                                               | 53° 12' 58" NB, 6° 34' 19" OL | 0014/103325 | Woonhuis met lijstgevel en mezzanino Vm. woonhuis met lijstgevel en mezzanino(Bedrijfspand met woonruimte)                                    |
| Winkelpand met bovenwoning                                                                               | tussen 1643 en 1830 1902 (verb.) 2004 (pui) | K. en G. Hoekzema (1902)                                                                        | Steentilstraat 18 Ged. Kattendiep 3                                 | 53° 12' 59" NB, 6° 34' 19" OL | 0014/103337 | Winkelpand met bovenwoning |
| Winkelpand met bovenwoning in expressionistische Interbellumstijl                                        | 1934 | A.J. Feberwee                                                                                   | Steentilstraat 24-24a                                               | 53° 12' 59" NB, 6° 34' 20" OL | 0014/103339 | Winkelpand met bovenwoning in expressionistische Interbellumstijl                                                                             |
| Bedrijfspand met lijstgevel                                                                              | vroege 17e eeuw (oorspr.) 1825-1875 (gevel) 1920 (pui)                                                                                                 |                                                                                                 | Steentilstraat 29-29a                                               | 53° 12' 59" NB, 6° 34' 22" OL | 0014/103327 | Bedrijfspand met lijstgevel |
| Winkelpand met bovenwoning                                                                               | 17e eeuw (in aanleg) 1876 (uitbr.) 2013-2014 (renov.)                                                                                                  |                                                                                                 | Steentilstraat 31-31e                                               | 53° 12' 59" NB, 6° 34' 23" OL | 0014/103328 | Winkelpand met bovenwoning |
| Vm. woonhuis met topgevel (Winkelpand)                                                                   | late 16e/vroege 17e eeuw (oorspr.) 1929 (pui) | A.J. Feberwee (1929)                                                                            | Steentilstraat 33-33a                                               | 53° 12' 59" NB, 6° 34' 23" OL | 0014/106470 | Woonhuis met topgevel Vm. woonhuis met topgevel(Winkelpand)                                                                                   |
| Vm. woonhuis met lijstgevel en mezzanino (Winkelpand met woonruimte)                                     | 1550-1625 (oorspr.) 1850-1900 (uitbr.) 1961 (pui) |                                                                                                 | Steentilstraat 37-37a                                               | 53° 12' 59" NB, 6° 34' 24" OL | 0014/106317 | Woonhuis met lijstgevel en mezzanino Vm. woonhuis met lijstgevel en mezzanino(Winkelpand met woonruimte)                                      |
| Bedrijfpand met woonruimte                                                                               | 1898 (verb.) 1909 (verb. tot postkantoor) 1980-1989 (verb.) 2000 (pui)                                                                                 |                                                                                                 | Steentilstraat 41-41a Kleine Steentilstraat 1-1b                    | 53° 12' 60" NB, 6° 34' 24" OL | 0014/107485 | Bedrijfspand Bedrijfpand met woonruimte |
| Winkelwoningcomplex                                                                                      | 1954-'56 | F. Klein                                                                                        | Stoeldraaierstraat 2-70 Akerkhof 7-7d                               | 53° 13' 3" NB, 6° 33' 47" OL  | 0014/104416 | Winkelwoningcomplex |
| Vm. bedrijfspand De Arbeiderspers (Bedrijfspand Fa. Woldring)                                            | 1951-'55 | J.J.M. Vegter                                                                                   | Stoeldraaierstraat 21-25 Soephuisstraatje 18-18/27                  | 53° 13' 4" NB, 6° 33' 49" OL  | 0014/104408 | Bedrijfspand Vm. bedrijfspand De Arbeiderspers(Bedrijfspand Fa. Woldring)                                                                     |
| Winkelwoningcomplex                                                                                      | 1955-'56 | Th. Wildeboer                                                                                   | Stoeldraaierstraat 27 Soephuisstraatje 15-19                        | 53° 13' 5" NB, 6° 33' 48" OL  | 0014/104523 | Winkelwoningcomplex |
| Tweelaags pand met Jugendstilelementen                                                                   | eind 19e eeuw |                                                                                                 | Trompstraat 20-20a                                                  | 53° 12' 55" NB, 6° 34' 32" OL | 0014/103357 | Tweelaags pand met Jugendstilelementen |
| Woonhuis                                                                                                 | 1600-1650 (oorspr.) voor 1830 (achterhuis) 19e eeuw (gevel)                                                                                            |                                                                                                 | Turfsingel 35                                                       | 53° 13' 19" NB, 6° 34' 4" OL  | 0014/103366 | Woonhuis |
| Woonhuis in eclectische stijl met elementen van de neorenaissance en het classicisme                     | 1600-1650 (oorspr.) 1883 (gevel) |                                                                                                 | Turfsingel 37                                                       | 53° 13' 19" NB, 6° 34' 4" OL  | 0014/103367 | Woonhuis in eclectische stijl met elementen van de neorenaissance en het classicisme                                                          |
| Woonhuis                                                                                                 | 1650-1700 (oorspr.) voor 1830 (achterhuis) vroege 19e eeuw (gevel)                                                                                     |                                                                                                 | Turfsingel 39                                                       | 53° 13' 19" NB, 6° 34' 5" OL  | 0014/103368 | Woonhuis |
| Vm. woonhuis met lijstgevel met balustrade (Appartementen)                                               | 16e eeuw of ouder 1725 (verb.) eind 19e eeuw (verb.) 1994 (verb.)                                                                                      |                                                                                                 | Turftorenstraat 1-1a                                                | 53° 13' 6" NB, 6° 33' 42" OL  | 0014/103389 | Woonhuis Vm. woonhuis met lijstgevel met balustrade(Appartementen)                                                                            |
| Vm. woonhuis in eclectische stijl (Onderdeel universiteit)                                               | ca. 1870 |                                                                                                 | Turftorenstraat 19-21                                               | 53° 13' 6" NB, 6° 33' 39" OL  | 0014/103396 | Woonhuis in eclectische stijl Vm. woonhuis in eclectische stijl(Onderdeel universiteit)                                                       |
| Vm. woonhuis met lijstgevel en mezzanino (Bedrijfspand)                                                  | begin 17e eeuw 18e eeuw (verb.) 1931 (verb.) |                                                                                                 | Turftorenstraat 22-22a                                              | 53° 13' 5" NB, 6° 33' 39" OL  | 0014/106318 | Woonhuis met lijstgevel en mezzanino Vm. woonhuis met lijstgevel en mezzanino(Bedrijfspand)                                                   |
| Woonhuis met lijstgevel en mezzanino                                                                     | 16e/17e eeuw (kern) ca. 1850 (verb.) |                                                                                                 | Turftorenstraat 24-24a                                              | 53° 13' 5" NB, 6° 33' 39" OL  | 0014/103408 | Woonhuis met lijstgevel en mezzanino Woonhuis met lijstgevel en mezzanino                                                                     |
| Appartementencomplex                                                                                     | 1951-'53 | H.J. van Wissen                                                                                 | Ubbo Emmiussingel 1-11b                                             | 53° 12' 47" NB, 6° 34' 5" OL  | 0014/104375 | Appartementencomplex Appartementencomplex |
| Flatgebouw (Heeredwinger)                                                                                | 1951-'52 | F. Klein                                                                                        | Ubbo Emmiussingel 4-36                                              | 53° 12' 46" NB, 6° 34' 6" OL  | 0014/104389 | Flatgebouw(Heeredwinger) |
| Woningcomplex (Heeredwinger)                                                                             | 1953-'54 | J.H. Jager                                                                                      | Ubbo Emmiussingel 43-43c                                            | 53° 12' 47" NB, 6° 33' 56" OL | 0014/104376 | Woningcomplex(Heeredwinger) |
| Herenhuis                                                                                                | 1887 1936 (verb.) 1950 (verb.) 1954 (verb.) | Kuiler & Drewes (1936) J.W. Jager (1950, 1954)                                                  | Ubbo Emmiussingel 61                                                | 53° 12' 47" NB, 6° 33' 51" OL | 0014/103414 | Herenhuis |
| Dubbel woonhuis met drielaagse lijstgevel                                                                | eind 19e eeuw 1902 (erker) |                                                                                                 | Ubbo Emmiussingel 63                                                | 53° 12' 47" NB, 6° 33' 51" OL | 0014/103415 | Dubbel woonhuis met drielaagse lijstgevel |
| Herenhuis in eclectische stijl                                                                           | ca. 1895 |                                                                                                 | Ubbo Emmiussingel 77                                                | 53° 12' 47" NB, 6° 33' 48" OL | 0014/103418 | Meer afbeeldingen |
| Vm. herenhuis in neoclassicistische stijl (Bedrijfspand)                                                 | |                                                                                                 | Ubbo Emmiusstraat 13                                                | 53° 12' 48" NB, 6° 33' 56" OL | 0014/103424 | Herenhuis in neoclassicistische stijl Vm. herenhuis in neoclassicistische stijl(Bedrijfspand)                                                 |
| Herenhuis                                                                                                | ca. 1895 |                                                                                                 | Verlengde Oosterstraat 4-4a                                         | 53° 12' 51" NB, 6° 34' 24" OL | 0014/108728 | Herenhuis |
| Herenhuis                                                                                                | ca. 1895 |                                                                                                 | Verlengde Oosterstraat 6-6c                                         | 53° 12' 51" NB, 6° 34' 25" OL | 0014/       | Herenhuis |
| Vm. woonhuis met lijstgevel (Bedrijfspand met woonruimte)                                                | late middeleeuwen (oorspr.) 1870-1880 (gevel) 1910 (pui)                                                                                               | Y. van der Veen (1910)                                                                          | Vismarkt 19                                                         | 53° 13' 4" NB, 6° 33' 55" OL  | 0014/103451 | Woonhuis met lijstgevel Vm. woonhuis met lijstgevel(Bedrijfspand met woonruimte)                                                              |
| Vm. woonhuis met lijstgevel (Bedrijfspand met woonruimte in eclectische stijl)                           | ca. 1870 |                                                                                                 | Vismarkt 28                                                         | 53° 13' 2" NB, 6° 33' 56" OL  | 0014/103461 | Woonhuis met lijstgevel Vm. woonhuis met lijstgevel(Bedrijfspand met woonruimte in eclectische stijl)                                         |
| Vm. woonhuis met lijstgevel en mezzanino (Winkelpand met bovenwoning)                                    | verm. 17e eeuw (voorhuis) 18e eeuw (verb.) 1850-1900 (verb.)                                                                                           |                                                                                                 | Vismarkt 30-30a                                                     | 53° 13' 2" NB, 6° 33' 56" OL  | 0014/103462 | Woonhuis met lijstgevel en mezzanino Vm. woonhuis met lijstgevel en mezzanino(Winkelpand met bovenwoning)                                     |
| Vm. woonhuis met tuitgevel (Winkelpand met bovenwoning)                                                  | 13e/14e eeuw 18e eeuw (verb.) 19e eeuw (pui) 1927 (verb.)                                                                                              |                                                                                                 | Vismarkt 32-32a                                                     | 53° 13' 2" NB, 6° 33' 56" OL  | 0014/103463 | Woonhuis met tuitgevel Vm. woonhuis met tuitgevel(Winkelpand met bovenwoning)                                                                 |
| Winkelpand in eclectische stijl (vm. filiaal De Gruyter)                                                 | 1916 | H.G. Welsing                                                                                    | Vismarkt 33                                                         | 53° 13' 3" NB, 6° 33' 52" OL  | 0014/103452 | Winkelpand in eclectische stijl Winkelpand in eclectische stijl(vm. filiaal De Gruyter)                                                       |
| Vm. woonhuis met lijstgevel (Bedrijfspand)                                                               | mog. 14e of 15e eeuw (oorspr.) (voorhuis 35-west) 1931-'32 (verb.)                                                                                     | A.Th. van Elmpt (1931-'32)                                                                      | Vismarkt 35                                                         | 53° 13' 3" NB, 6° 33' 52" OL  | 0014/103453 | Woonhuis met lijstgevel Vm. woonhuis met lijstgevel(Bedrijfspand)                                                                             |
| Vm. modemagazijn Fa. Meijering (Bedrijfspand)                                                            | 1948-'51 | Van Elmpt & Muller                                                                              | Vismarkt 41 Stoeldraaierstraat 1                                    | 53° 13' 2" NB, 6° 33' 50" OL  | 0014/104412 | Modemagazijn Vm. modemagazijn Fa. Meijering(Bedrijfspand)                                                                                     |
| Woonhuis met lijstgevel en mezzanino                                                                     | 17e eeuw (oorspr.) ca. 1850-1860 (verb.) |                                                                                                 | Visserstraat 45                                                     | 53° 13' 10" NB, 6° 33' 34" OL | 0014/103485 | Woonhuis met lijstgevel en mezzanino |
| Woonhuis met tuitgevel                                                                                   | midden 17e eeuw (mog. ouder) 1679 (gevel) voor 1821 (uitbr.) 1875-1900 (verb.)                                                                         |                                                                                                 | Visserstraat 62                                                     | 53° 13' 9" NB, 6° 33' 33" OL  | 0014/103505 | Woonhuis met tuitgevel |
| Vm. woonhuis met werkplaats (Woning)                                                                     | verm. 16e eeuw 18e/19e eeuw (verb.) 1911 (verb.) 1980-1990 (rest.)                                                                                     |                                                                                                 | Visserstraat 66                                                     | 53° 13' 9" NB, 6° 33' 32" OL  | 0014/103506 | Meer afbeeldingen |
| Winkelwoningcomplex met Jugendstilelementen                                                              | 1903 |                                                                                                 | Winschoterkade 3-3a                                                 | 53° 12' 60" NB, 6° 34' 26" OL | 0014/103540 | Winkelwoningcomplex Winkelwoningcomplex met Jugendstilelementen                                                                               |
| Vm. woonhuis in eclectische stijl (Kantoor)                                                              | ca. 1875 |                                                                                                 | Winschoterkade 6-6b                                                 | 53° 12' 59" NB, 6° 34' 28" OL | 0014/103548 | Woonhuis in eclectische stijl Vm. woonhuis in eclectische stijl(Kantoor)                                                                      |
| Tweelaags pand met schilddak                                                                             | 17e eeuw (zijmuren) ca. 1895 (gevel) 1926 (verb.) |                                                                                                 | Winschoterkade 7                                                    | 53° 12' 59" NB, 6° 34' 28" OL | 0014/103542 | Tweelaags pand Tweelaags pand met schilddak                                                                                                   |
| Woonhuis in neorenaissancestijl                                                                          | eind 19e eeuw |                                                                                                 | Zuiderkuipen 18-18a                                                 | 53° 12' 54" NB, 6° 33' 39" OL | 0014/103566 | Woonhuis in neorenaissancestijl |
| Vm. woonhuis met lijstgevel en mezzanino (Winkelpand)                                                    | 1610-1616 (voorhuis) eind 18e/vroege 19e eeuw (achterhuis, gevel) eind 19e eeuw (pui)                                                                  |                                                                                                 | Zwanestraat 11                                                      | 53° 13' 7" NB, 6° 33' 52" OL  | 0014/103570 | Woonhuis met lijstgevel en mezzanino Vm. woonhuis met lijstgevel en mezzanino(Winkelpand)                                                     |
| Vm. woonhuis met lijstgevel en mezzanino (Winkelpand met woonruimte)                                     | 17e eeuw (casco) 18e/19e eeuw (gevel) eind 19e eeuw (pui)                                                                                              |                                                                                                 | Zwanestraat 15                                                      | 53° 13' 6" NB, 6° 33' 52" OL  | 0014/103572 | Woonhuis met lijstgevel en mezzanino Vm. woonhuis met lijstgevel en mezzanino(Winkelpand met woonruimte)                                      |
| Vm. woonhuis met lijstgevel en mezzanino (Winkelpand met woonruimte)                                     | 17e eeuw (oorspr.) 1850-1900 (gevel) 1960 (pui) |                                                                                                 | Zwanestraat 25-25b                                                  | 53° 13' 6" NB, 6° 33' 50" OL  | 0014/103576 | Woonhuis met lijstgevel en mezzanino Vm. woonhuis met lijstgevel en mezzanino(Winkelpand met woonruimte)                                      |
| Vm. Universiteitsbibliotheek (Onderdeel Universiteitsmuseum)                                             | 1914-'19 | J.A.W. Vrijman                                                                                  | Zwanestraat 33                                                      | 53° 13' 6" NB, 6° 33' 48" OL  | 0014/106404 | Universiteitsbibliotheek Vm. Universiteitsbibliotheek(Onderdeel Universiteitsmuseum)                                                          |
| Vm. woonhuis met topgevel (Winkelpand met woonruimte)                                                    | 1614 of kort daarna (oorspr.) 1850-1900 (gevel) 1909 (pui)                                                                                             |                                                                                                 | Zwanestraat 37-37a                                                  | 53° 13' 6" NB, 6° 33' 49" OL  | 0014/103581 | Woonhuis met topgevel Vm. woonhuis met topgevel(Winkelpand met woonruimte)                                                                    |
| Vm. woonhuis met lijstgevel (hoekpand) (Winkelpand met woonruimte)                                       | vroege 17e eeuw (oorspr.) eind 19e eeuw (pui) |                                                                                                 | Zwanestraat 47-47a                                                  | 53° 13' 6" NB, 6° 33' 47" OL  | 0014/103837 | Woonhuis met lijstgevel Vm. woonhuis met lijstgevel (hoekpand)(Winkelpand met woonruimte)                                                     |